# Prostějov

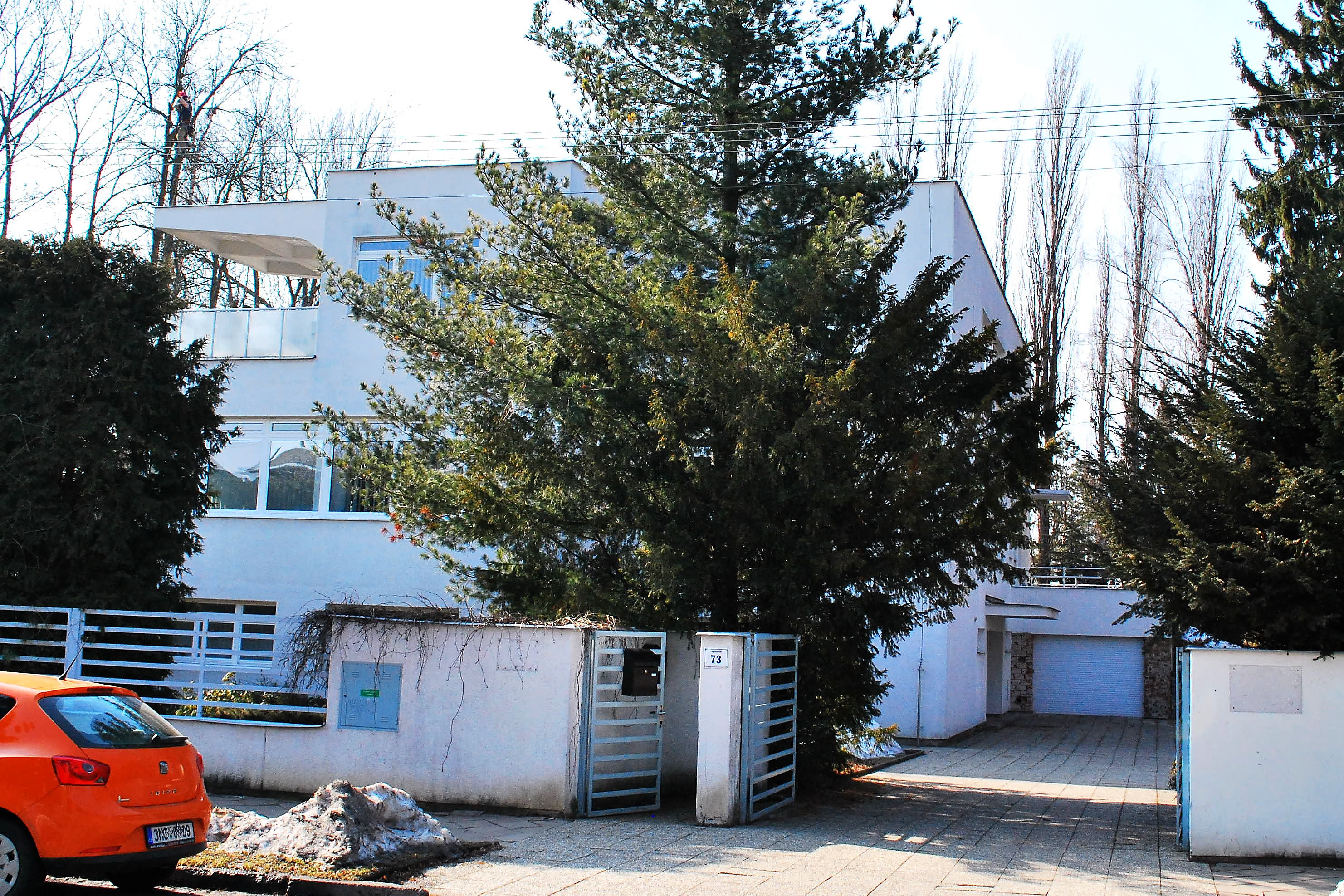
Vila Jana a Anastázie Neherových v Prostějově (autor Wylliama)

Prostějov (hanácky Prostijov; německy Proßnitz) je statutární město v Olomouckém kraji. Leží 14 km jihozápadně od Olomouce a 50 km severovýchodně od Brna, na západním okraji Hané, v severní části Hornomoravského úvalu, východně od Drahanské vrchoviny. Město se rozkládá ve výšce 223 metrů nad mořem a na jeho okraji protékají říčky Hloučela a Romže. Žije zde přibližně 43 tisíc obyvatel a řadí se tak na druhé místo v Olomouckém kraji. Historické jádro města je od roku 1990 městskou památkovou zónou.

## Název
Osada se zprvu jmenovala Prostějovice (jediný doklad z asi 1141). Jednalo se původně o pojmenování jejích obyvatel (výchozí tvar byl Prostějovici), které bylo odvozeno od osobního jména Prostěj (což byla domácká podoba některého jména začínajícího na Prost-, např. Prostimír, Prostislav) a znamenalo "Prostějovi lidé". Od počátku 13. století se v písemných pramenech vyskytovala jen podoba Prostějov. Záměna přípony -ice (< -ici) za -ov je doložena i u jiných sídel (Jimramova, Holešova, Tišnova). Německá podoba jména Prossnitz vznikla ze staršího Prostějovice.

## Historie

### Středověk
První historická zmínka o vsi Prostějovice je z roku 1141. Do poloviny 13. století se vyvinula ve významnou trhovou ves. Tehdy sem byli pozváni němečtí osadníci, kteří v místě dnešního náměstí T. G. Masaryka založili novou osadu, na niž přešla práva osady původní. 27. března 1390 bylo Prostějovu uděleno díky pánům z Kravař právo výročního trhu, čímž se fakticky stal městem. V husitském období se slibný vývoj zpomalil, když město utrpělo průtahy obou nepřátelských stran; nedostatečně opevněný Prostějov se stal snadnou kořistí vojsk markraběte Albrechta a roku 1431 byl vypálen. Prosperitu městu přinesl vznik židovského města a především po roce 1490 více než stoletá vláda rodů Pernštejnů, jejichž majetkem se město stalo. Roku 1495 zahájilo město výstavbu kamenných hradeb se čtyřmi branami s baštami. V letech 1521 až 1538 si měšťané vybudovali renesanční radnici.

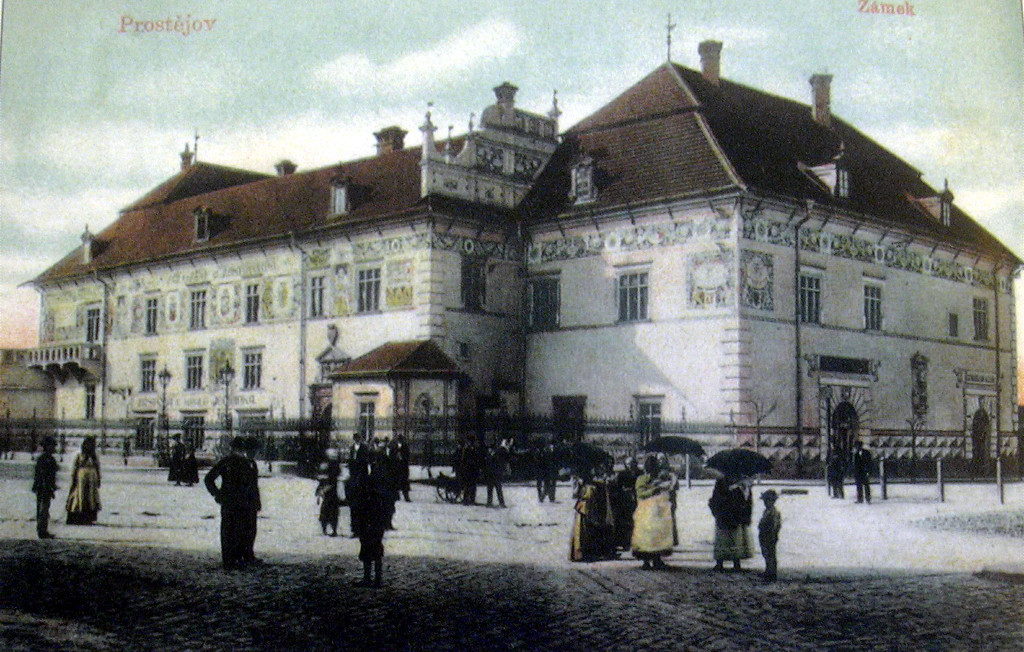
Prostějovský zámek v roce 1903

### Novověk
Na konci 16. století se město stalo majetkem Lichtenštejnů, což mělo za následek stagnaci rozvoje města[zdroj?]. V Prostějově byla roku 1527 tiskárnou Kašpara Aorga vytištěna první kniha na Moravě. Během třicetileté války v roce 1643 došlo ke zpustošení města švédskými vojsky a v roce 1697 vypukl požár, kterému padly za oběť radnice, škola i kostel. Poté město začalo dostávat barokní ráz. Kolem poloviny 17. století dochází, především zásluhou místních Židů, k prudkému rozvoji potravinářského, textilního a oděvního průmyslu.

### 19. století
V roce 1858 je Prostějově založena první česká konfekční továrna bratří Mandlů, což přilákalo s postupující industrializací nové obyvatele z česky mluvícího venkova. V 60. letech 19. století byl Prostějov spojen železnicí s Brnem a Olomoucí. Prostějov se dokonce stal druhým nejlidnatějším městem na Moravě. Přestože bylo německy mluvící obyvatelstvo v menšině, díky kuriovému systému, který preferoval bohatší vrstvy, bylo vedení města až do roku 1892 německé. Prvním starostou české národnosti se stal Karel Vojáček. Protože Brno a Olomouc byly nadále ovládány německy mluvícími elitami, tak se nové české vedení rozhodlo z Prostějova udělat hlavní město česky mluvící Moravy. Ač se tento cíl politicky ani kulturně spíš nepovedlo dosáhnout, tak díky těmto snahám vznikla ve městě řada reprezentativních budov ve stylu historismu a secese. Tyto budovy reprezentovaly architektonicky a svou výzdobou i znovu získanou českou identitu. Mezi tyto budovy patří například modernistický Městský spolkový a divadelní dům (Národní dům) či nová radnice v eklektickém historismu. V roce 1898 došlo k elektrifikaci města.

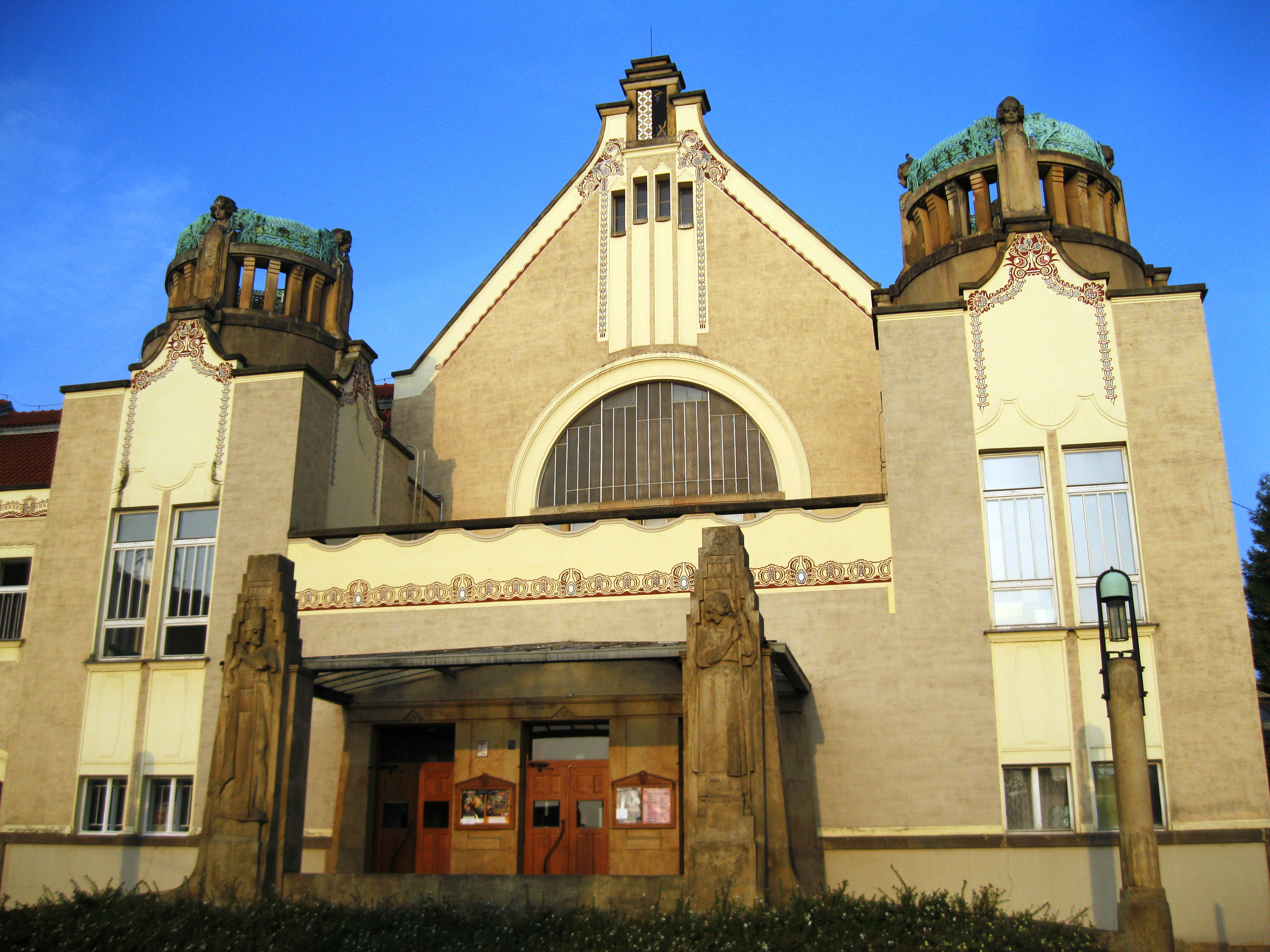
Národní dům

### 20. století
Za první světové války došlo v roce 1917 k hladovým bouřím před budovou okresního hejtmanství. Během jedné takové v dubnu 1917 nezkušené vojenské jednotky povolané z Olomouce nezvládly situaci a začaly střílet do davu. Během střelby zemřelo 23 lidí a dalších 80 bylo zraněno. Na památku události byl po válce postaven Pomník padlých hrdinů a celé náměstí bylo přejmenováno na Náměstí Padlých hrdinů.
V prosinci 1918 vznikl, sloučením firem Wichterle a Kovářík, strojírenský podnik WIKOV. V roce 1925 bylo v Prostějově založeno letecké učiliště. Od 20. a především 30. let se dominujícím architektonickým stylem výstavby v Prostějově stal funkcionalismus.
Během druhé světové války byla rozsáhlá židovská komunita deportována do koncentračních táborů, odkud byla později většina poslána na východ a zavražděna. Celkem takto zahynulo 1227 osob.

### Poválečná doba

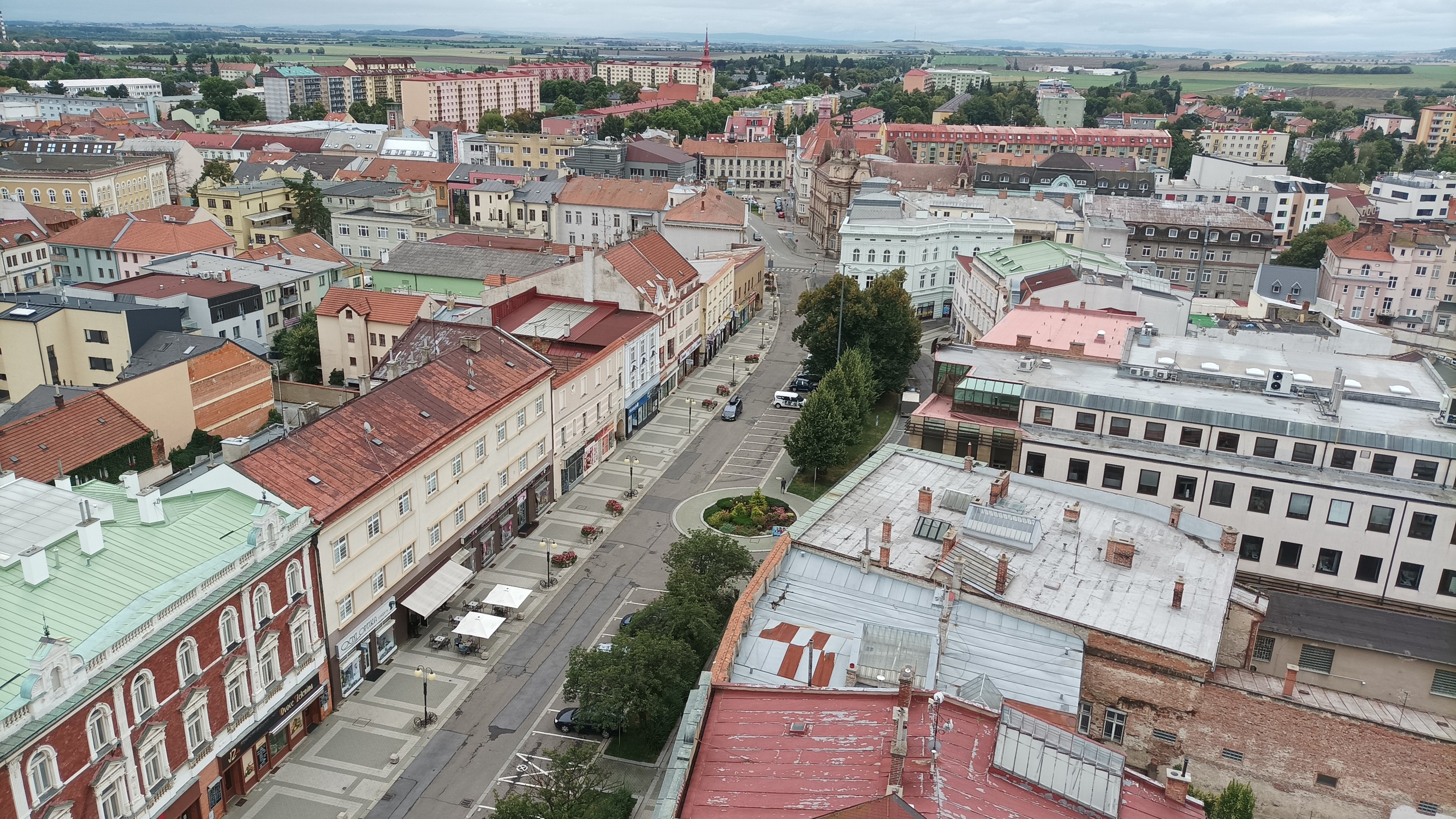
Pohled z věže radnice na Žižkovo náměsti

V roce 1945 byl státem zřízen Oděvní průmysl, národní podnik v Prostějově, do kterého byly zařazeny konfiskované podniky: Nehera & Hanisch a spol., Oděvní služba v Prostějově, Rolný, Silésia a Sbor. továrny na oděvy v Prostějově. V roce 1948 byly do národního podniku Oděvní průmysl (OP) Prostějov začleňovány další znárodněné konfekční továrny v Čechách a na Moravě. V roce 1949 vznikly národní podniky OP Prostějov, Kras, Slavona a Oděvní tvorba a 29. října byl n. p. v Prostějově přejmenován na „Oděvní závody Jiřího Wolkera“. Po další reorganizaci v roce 1965 byl podnik zařazen do trustu (Výrobně hospodářská jednotka – VHJ), který byl podřízen generálnímu ředitelství „Podniky oděvního průmyslu Prostějov“. Sloučením generálního ředitelství a OP Prostějov vznikl v roce 1983 oborový podnik OP Prostějov.

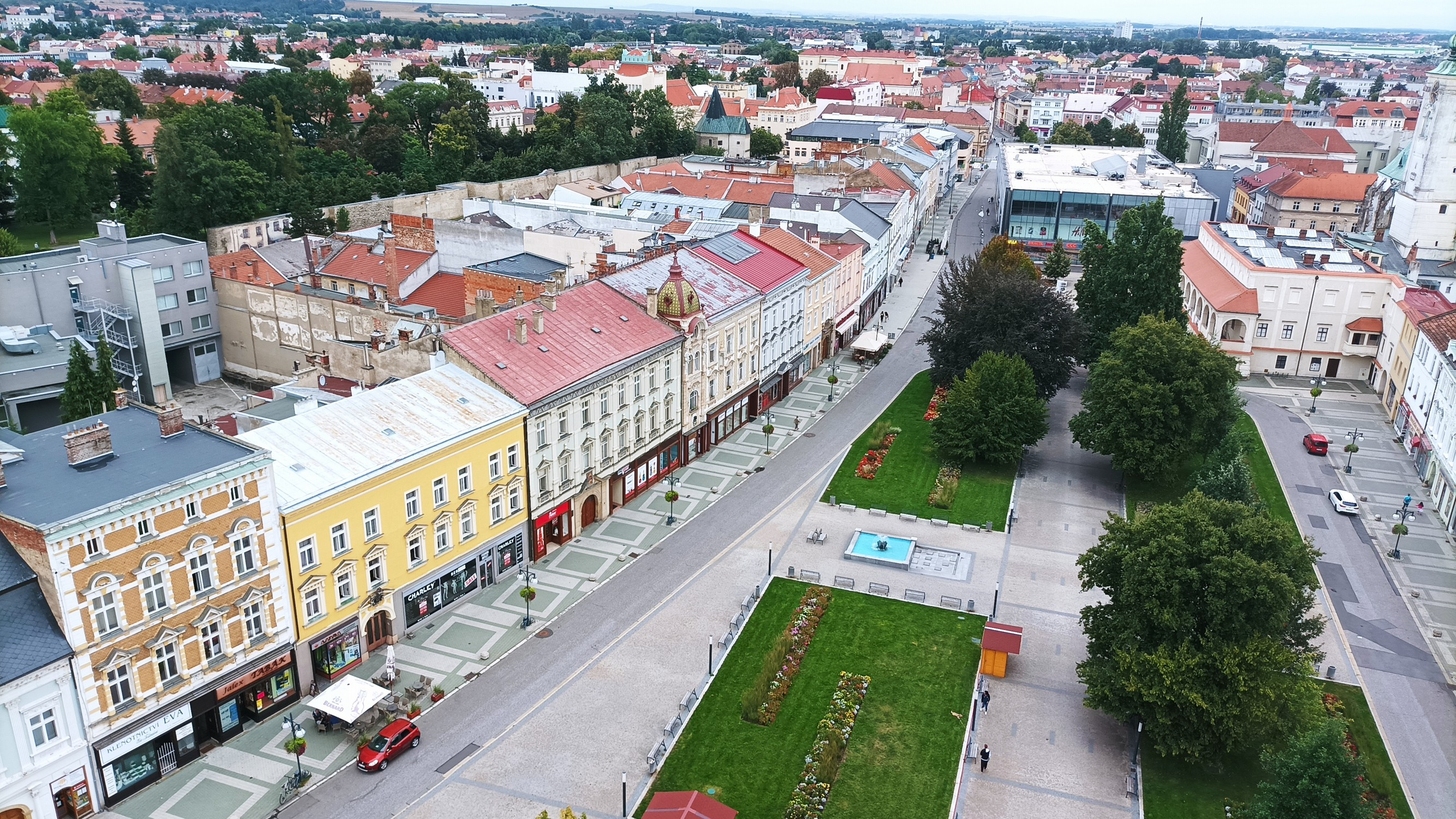
Pohled z věže radnice na náměsti TGM

10. dubna 1953 po půlnoci byla z hlavního náměstí odstraněna socha Tomáše Garrigue Masaryka. Tento čin vyvolal vlnu nesouhlasu a odpoledne se konala demonstrace. Do města byly povolány policejní jednotky a Lidové milice. V souvislosti s demonstrací bylo vyslýcháno 90 osob, 43 posláno před soud a 20 osob bylo odsouzeno k odnětí svobody až do výše 1,5 roku. Podle pozdějšího vyšetřování se na odstranění sochy podílel předseda ONV František Ján, důstojníci leteckého učiliště v čele s Františkem Bernátem a několik příslušníků StB. Několik dní po začátku invaze vojsk Varšavské smlouvy v roce 1968 došlo ve městě ke střelbě. Sovětští vojáci začali střílet a zastřelili tři lidi a množství dalších bylo zraněno. Zástupci vojáků nikdy neuvedli, kdo je za incident zodpovědný.
Oběti Invaze vojsk Varšavské smlouvy do Československa z neděle 25. srpna 1968:
- Ladislav Lang (1897–1968)[17]
- Marta Říhovská (1941–1968)[18]
- Josef Boháč (1946–1968)[19]

Administrativní reformou roku 1960 se Prostějov stal sídlem „velkého“ okresu v rámci Jihomoravského kraje, byl tak krajskou hranicí nepřirozeně oddělen od blízké Olomouce a Přerova, které připadly kraji Severomoravskému. V 80. letech počet jeho obyvatel nakrátko přesáhl 50 tisíc. V téže době byla těsně okolo města dostavěna rychlostní silnice z Vyškova do Olomouce, dnešní dálnice D46, čímž byla z centra odvedena většina tranzitní dopravy. V roce 1993 byl zahájen elektrický provoz na trati Olomouc–Nezamyslice.

### Po roce 2000
Roku 2000 se Prostějov stal součástí nově zřízeného Olomouckého kraje. Do roku 2002 byl sídlem okresního úřadu, od roku 2012 je statutárním městem v čele s primátorem. Další vyvedení tranzitní dopravy z centra města (především z Olomoucké ulice) zajistil v roce 2021 otevřený severní obchvat města.
V Prostějově se po roce 2000 dostal do popředí strojírenský a potravinářský průmysl. I přes krach dříve dominantního zaměstnavatele Oděvního podniku (majícího v Prostějově před rokem 1989 více než 10 000 zaměstnanců) byla průmyslová zóna velmi rychle zaplněna a rozšířena. Díky tomu je Prostějov trvale okresem s nejnižší nezaměstnaností v Olomouckém kraji, 3,5 % ke konci roku 2024. Průmyslová zóna má strategickou výhodu v přímém napojení na dálnici D46.

### Židé v Prostějově
V Prostějově (v jidiš פרוסטיץ‎ Prostic) se nacházela významná židovská komunita, jež byla v 18. a 19. století druhou nejpočetnější židovskou komunitou na Moravě a třetí nejpočetnější v českých zemích. Roku 1900 žilo v Prostějově 1 680 Židů, celkový počet obyvatel byl 24 000. V Prostějově působili rabíni: Geršon Aškenazi (asi 1650), Meir Eisenstadt (asi 1700); Nehemias Trebitsch (1825–1830), Löw Schwab (1830–1836), Hirsch Fassel (1836–1853), Adolf Schmiedl (1853–1869), Emil Hoff (1870–1897) a Levi Horowitz. Demolici historické části města, kterému se přezdívalo Hanácký Jeruzalém (což byla potažmo přezdívka celého Prostějova) popisuje i film Zámek Nekonečno z roku 1983 s Pavlem Křížem v hlavní roli. Z židovské komunity pocházejí významní prostějovští rodáci – filosof a zakladatel moderní fenomenologie Edmund Husserl, obchodník s textilem Veit Ehrenstamm nebo lékař a spisovatel Gideon Brecher.

## Obyvatelstvo

### Struktura
Vývoj počtu obyvatel podle výsledků sčítání lidu za celou obec i za jeho jednotlivé části uvádí tabulka níže, ve které se zobrazuje i příslušnost jednotlivých částí k obci či následné odtržení.
| Místní části   | Místní části   | 1869   | 1880   | 1890   | 1900   | 1910   | 1921   | 1930   | 1950   | 1961   | 1970   | 1980   | 1991   | 2001   | 2011   | 2021   |
| -------------- | -------------- | ------ | ------ | ------ | ------ | ------ | ------ | ------ | ------ | ------ | ------ | ------ | ------ | ------ | ------ | ------ |
| Počet obyvatel | část Prostějov | 18 475 | 21 290 | 24 075 | 28 659 | 35 783 | 35 588 | 38 412 | 39 146 | 39 559 | 41 572 | 47 267 | 48 898 | 46 910 | 44 857 | 43 666 |
| Počet domů     | část Prostějov | 1 349  | 1 539  | 1 718  | 2 052  | 2 595  | 2 959  | 3 619  | 4 659  | 4 869  | 4 922  | 5 086  | 5 546  | 5 590  | 5 988  | 6 394  |

### Struktura populace
Průměrný věk obyvatel města byl k roku 2019 43,6 let (muži 41,7 a ženy 45,4 let). V roce 2025 se zvýšil na 44,9 let (z toho muži 42,9 a ženy 46,7 let). Za období šesti let je patrné průměrné zestárnutí obyvatel o více než 1 rok.

Věková struktura obyvatel obce Prostějov roku 2011
Rodinný stav obyvatel obce Prostějov roku 2011
Vzdělání obyvatel obce Prostějov roku 2011

## Městská samospráva
V čele města stojí primátor. Zastupitelstvo má 35 členů, rada města 11 členů.
Po komunálních volbách roku 2010 byl zvolen starostou města Miroslav Pišťák z ČSSD, který následně funkci obhájil po komunálních volbách roku 2014 (od roku 2012 již jako primátor statutárního města). V roce 2015 rezignoval v souvislosti s přijímáním finančních darů a byl nahrazen spolustraničkou Alenou Raškovou. V roce 2018 se primátorem stal František Jura z hnutí ANO.

## Městské symboly
Městská vyhláška č. 18/1994 (zrušená vyhláškou č. 5/2006) popisuje městský prapor a znak takto:
Městský prapor má tvar obdélníku o poměru stran 2:3 a je v polovině svisle dělený na pravou modrou a levou žlutou část, uprostřed na rozhraní barevných polí je znak města ve španělském štítu. Městský prapor se umísťuje tak, že modré pole je vždy vpravo nebo nahoře.
Městský znak představuje štít svisle půlený. V pravé zlaté polovině je červená mříž ze čtyř kosmých a pěti šikmých pásů se zlatými hřeby na křížení, a to v podobě šesticípých hvězdiček. V levé modré polovině je půl černé nekorunované orlice se zlatými drápy, zobákem a červeným jazykem, hledící doleva.

## Pamětihodnosti

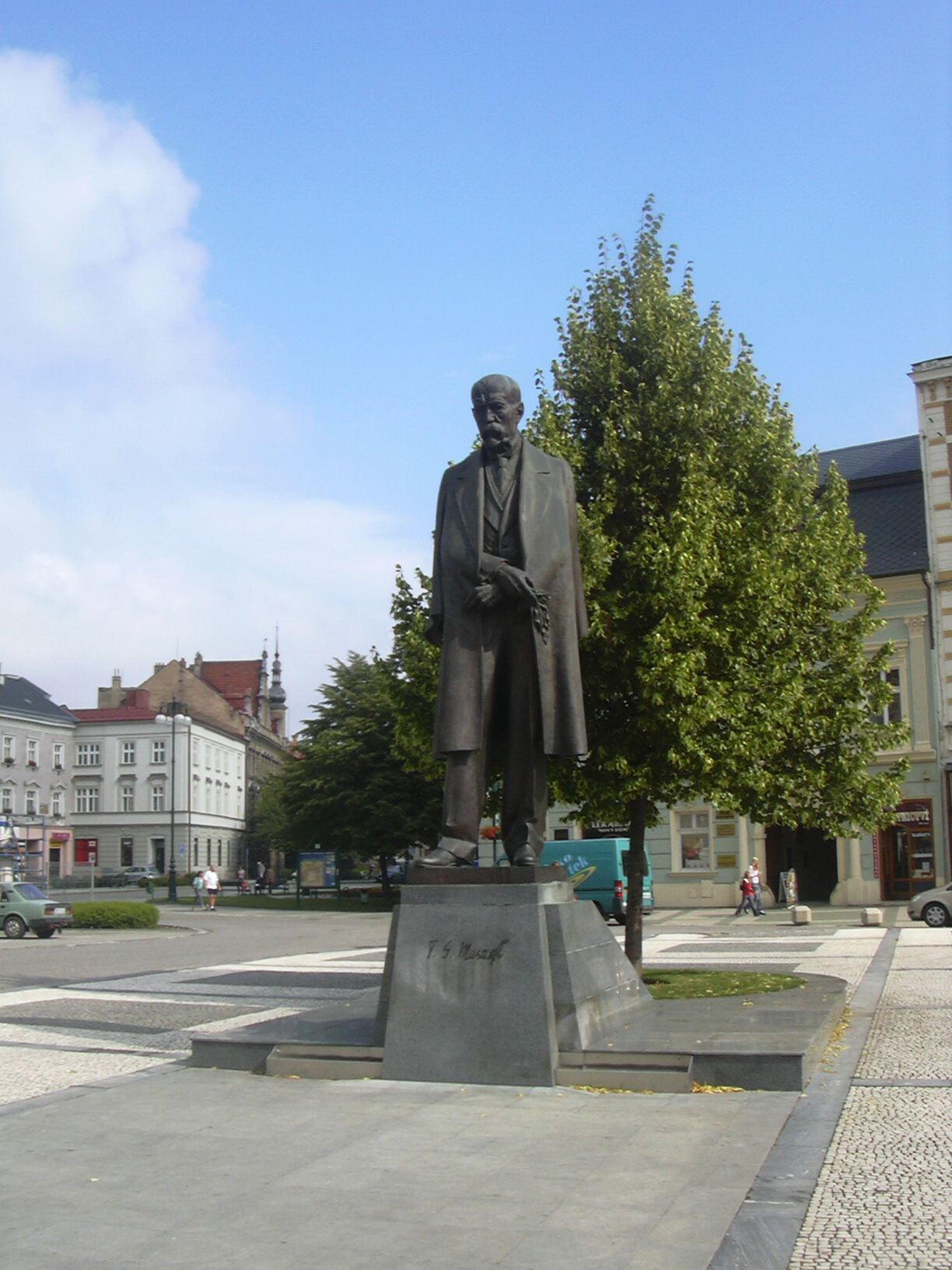
Socha Tomáše Garrigua Masaryka

Centrem města je náměstí, jež dnes nese jméno T. G. Masaryka, s dominantou Nové radnice s 66 m vysokou věží a orlojem, další dominantou je barokní morový sloup se sochou Panny Marie z roku 1714. Domy lemující náměstí měly původně svá domovní znamení, z nichž některá se zachovala dodnes.
- Národní dům[41] ve stylu české secese od architekta Jana Kotěry z let 1905–1907. Stavitelem byl Otakar Pokorný. Jedná se zároveň o spolkový dům, městské divadlo[42], restauraci a kavárnu. Architekt sám navrhl nábytek, obložení, osvětlovací tělesa a vitráže. Výzdobu interiéru provedli mimo jiné také malíři František Kysela a Karel Petr a sochař Stanislav Sucharda. Za německé okupace byl interiér částečně poškozen.
- Nová radnice – sídlo Magistrátu města, navržena a postavena v secesním stylu v letech 1909–1914 podle projektu profesora Karla Huga Kepky, s 66 m vysokou věží a bohatě zdobenými interiéry, projektované pravé křídlo nebylo realizováno. Na radniční věži je umístěn orloj ukazující postavení slunce a měsíce na obloze a kalendářní měsíce v roce. Nad orlojem jsou umístěny hodiny.
- Stará radnice je z 20. let 16. století. Má portál z roku 1539. V roce 1697 vyhořela. Barokní lodžii vytvořil pravděpodobně Giovanni Pietro Tencalla. Jako radnice sloužila do roku 1850, poté od roku 1905 jako sídlo Muzea Prostějovska. Roku 1908 přistavěno patro výstavních prostor za slepou atikou. Atika byla obnovena roku 1924.
- Zámek Prostějov – renesanční zámek z 16. století s pseudorenesanční sgrafity, které vytvořili v letech 1900–1901 Jano Köhler, Josef Švandera, Arnošt Podloudek a Bohumil Kazda
- Městské hradby s baštou z 15. století
- Špalíček – bývalé židovské ghetto
- Masarykova škola
- Meteorologický sloup[43]

### Významné domy

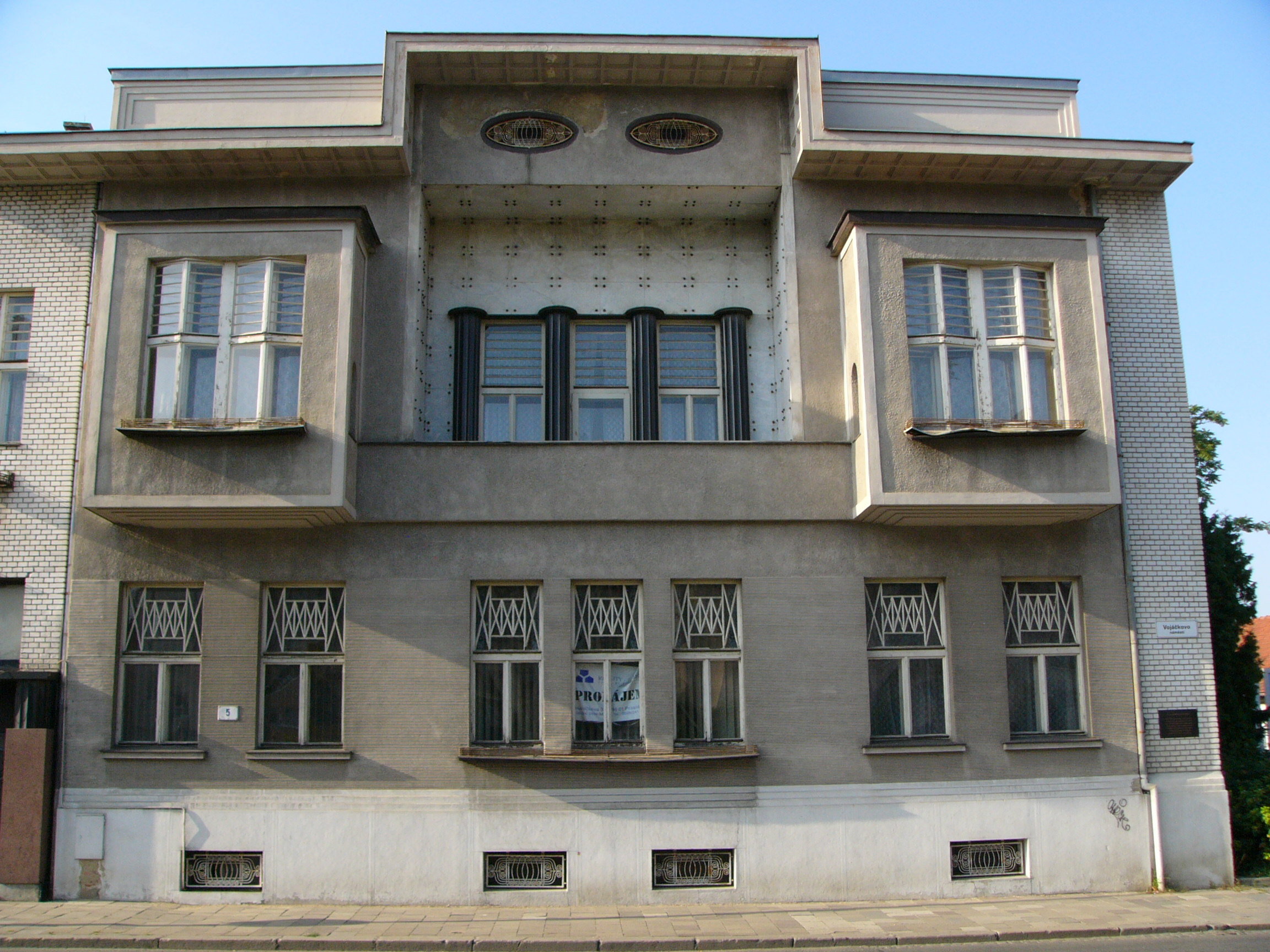
Vila Josefa Kováříka na Vojáčkově náměstí č. 5

- Vila Františka Kováříka na náměstí Padlých Hrdinů 5 z let 1910–1911 ve stylu wagneriánské moderny, architekt: Emil Králík, kulturní památka, veřejnosti nepřístupné [44][45]
- Vila Josefa Kováříka na Vojáčkově náměstí č. 5 z let 1911–1912 ve stylu moderny a secese, architekt: Emil Králík, kulturní památka[46][47]
- Vila Eveliny Fleischerové v ulici Svatoplukova 64 z let 1932–1933, styl: funkcionalismus, architekt: Eduard Žáček
- Rodinný dům Karla Melhuby v ulici Sádky 5 z let 1935–1936, styl: funkcionalismus, architekt: Eduard Žáček
- Neherova oděvní továrna, později zásilkový obchodní dům Dona
- Obytný dům řádových ošetřovatelek a ženského personálu nemocnice, 1932, architekt: Eduard Žáček
- Odborné živnostenské školy, (1932–36), architekt: Eduard Žáček
- Vila Jana a Anastázie Neherových v ulici Pod Kosířem 73 z let 1938–1939 ve stylu funkcionalismu, architekt: Antonín Navrátil
- Multifunkční nájemní vila Radomíra a Vlasty Růžičkových na Arbesově náměstí 4 z let 1938–1939 ve stylu funkcionalismu, architekt: František Kalivoda (architekt)
- Neofunkcionalistická vila Jindřišky a Miroslava Vysloužilových v ulici Sadová 9 z let 1970–1972, architekti: Zdeněk Plesník a Josef Taťák
- Onšův dům – dům Mikuláše Onše z Břesovic se zdobeným portálem
- Dům U zlaté studny
- Dům čp. 72. V bývalém židovském ghettu význačný dům z roku 1819. Nechal jej postavit Veight Ehrenstamm, první velkoprůmyslník židovského původu v Prostějově, kterému bylo povoleno se usídlit uvnitř městských hradeb.
- Ábelův dům – nám. T. G. Masaryka č. 8, budova vznikla v roce 1850 spojením dvou prastarých domů
- Dům u sv. Antonína – nám. T. G. Masaryka č. 22, rodný dům básníka Jiřího Wolkera
- Dům U Svatého Rocha (dům Jana Pavláta z Olšan)
- Dům u pošty
- Dům u tří zajíců
- Židovský dům Veitha Ehrenstamma
- Budova Živnostenské banky
- Sokolovna

### Církevní stavby
- Kostel Povýšení svatého Kříže
- Klášter milosrdných bratří z let 1733–1756 s kostelem svatého Jana Nepomuckého
- Husův sbor
- Kostel sv. Petra a Pavla s barokní kaplí sv. Lazara
- Kostel sv. Cyrila a Metoděje

### Sochy a pomníky

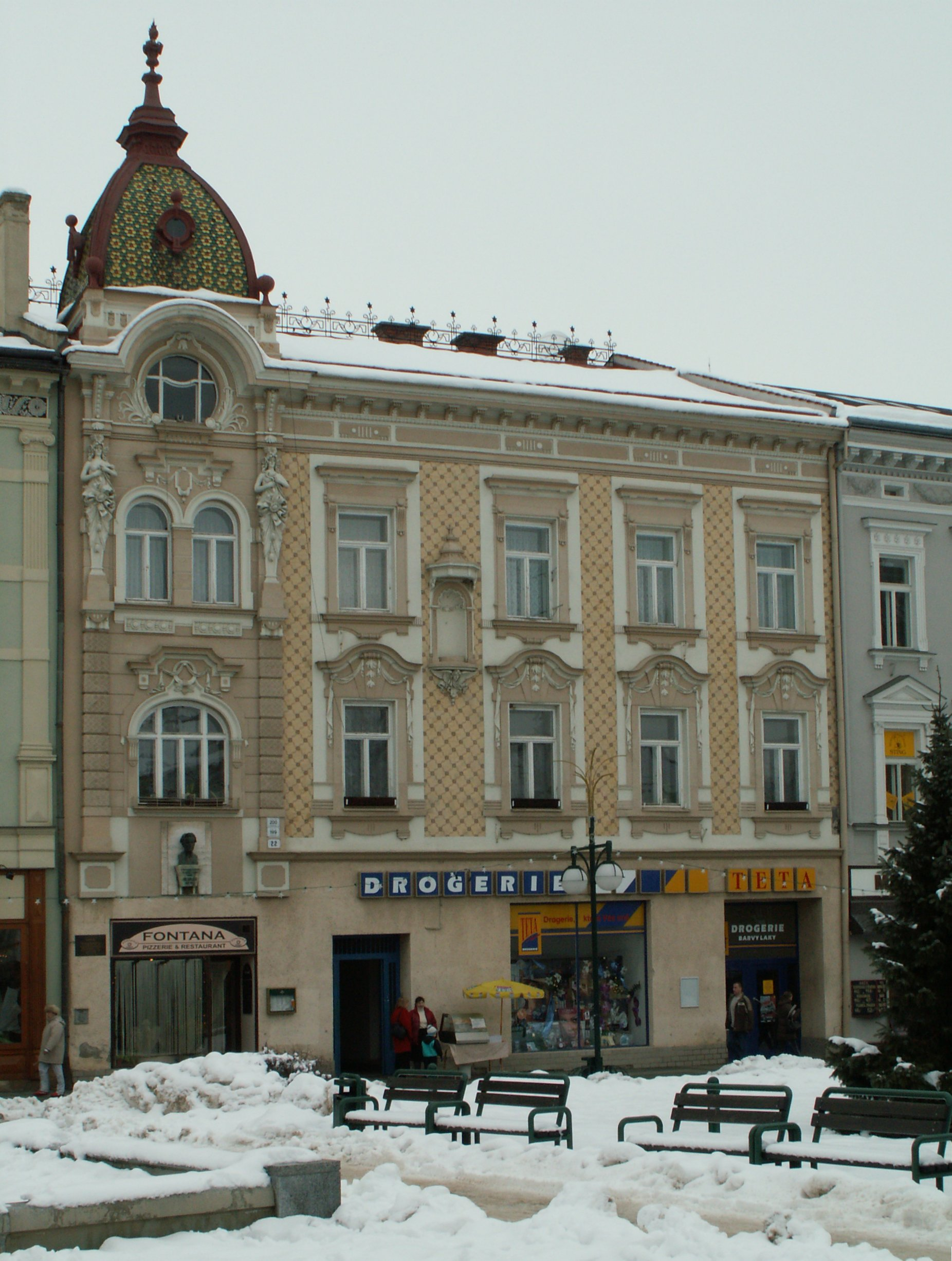
Rodný dům Jiřího Wolkera s jeho bustou

- Karel Havlíček Borovský – socha (obrázek)
- Václav Havel – kamenná deska a vysazený pamětní strom [48]
- Edmund Husserl – pamětní deska (obrázek)
- František Xaver Krumlovský – pamětní deska[49]
- Tomáš Garrigue Masaryk – socha
- František Palacký – busta
- Matěj Rejsek – pamětní deska (obrázek, detail desky)
- Bedřich Smetana – socha (obrázek)
- Karel Vojáček – busta (obrázek)
- Jiří Wolker – socha (obrázek), busta na rodném domě (obrázek)
- Pomník manželů Karla a Karly Vojáčkových
- Pomník Jeden z nás
- Pomník Padlých hrdinů – (obrázek)
- Spaniův obelisk
- Parní lokomotiva 310.127 na podstavci u hlavního vlakového nádraží (aktualizace: lokomotiva byla dne 14.11.2017 odvezena do muzea v Lužné u Rakovníka)
- socha Jiřího Wolkra sedícího na lavičce (autor Miloš Karásek)
- pamětní deska Metoděje Mičoly, oběti heydrichiády ve vestibulu školy na Husově nám.
- pamětní deska z dílny akademického sochaře Daniela Ignáce Trubače
- pamětní deska P. Josefa Nováka na kostele sv. Petra a Pavla

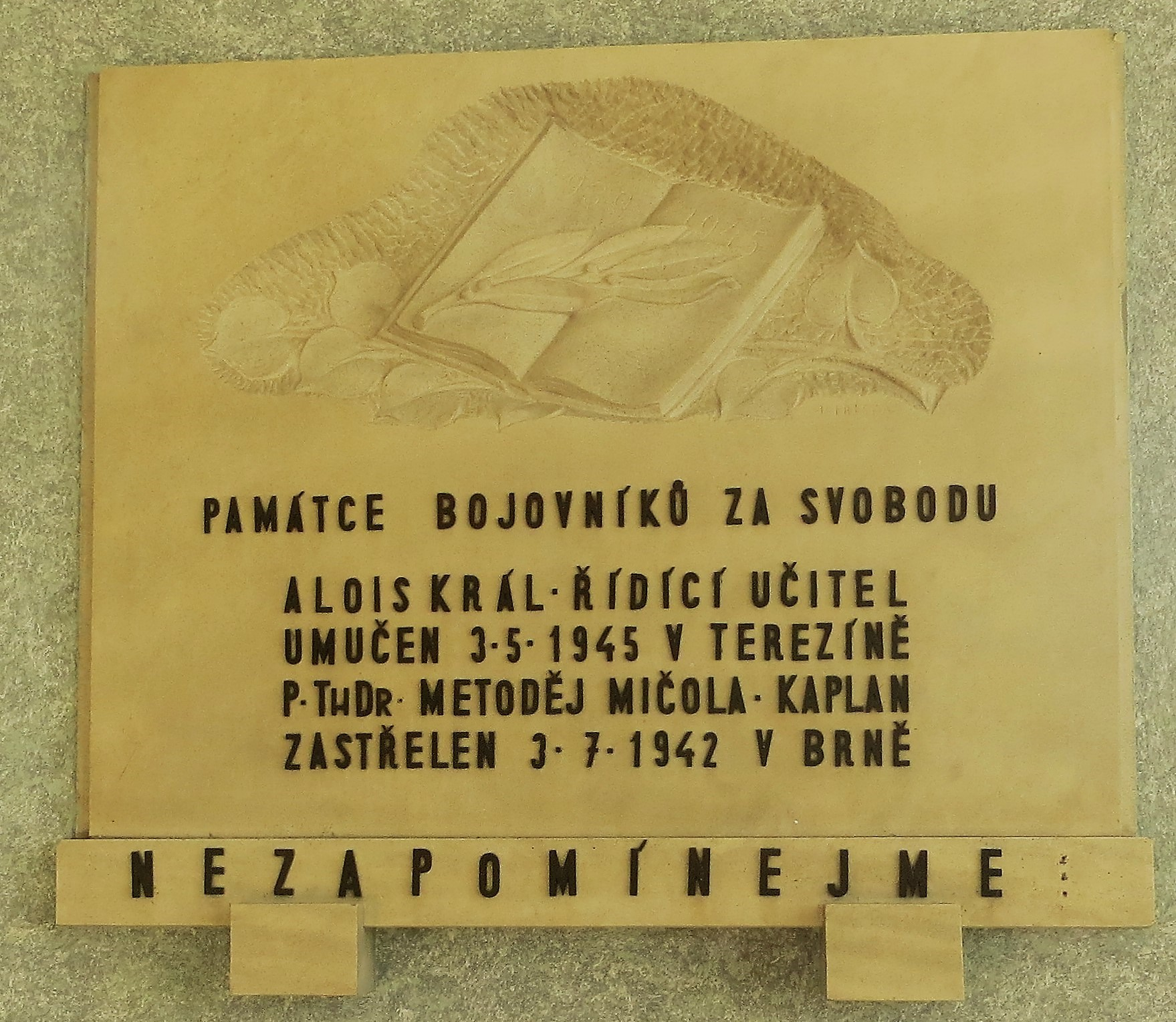
Pamětní deska Metoděje Mičoly
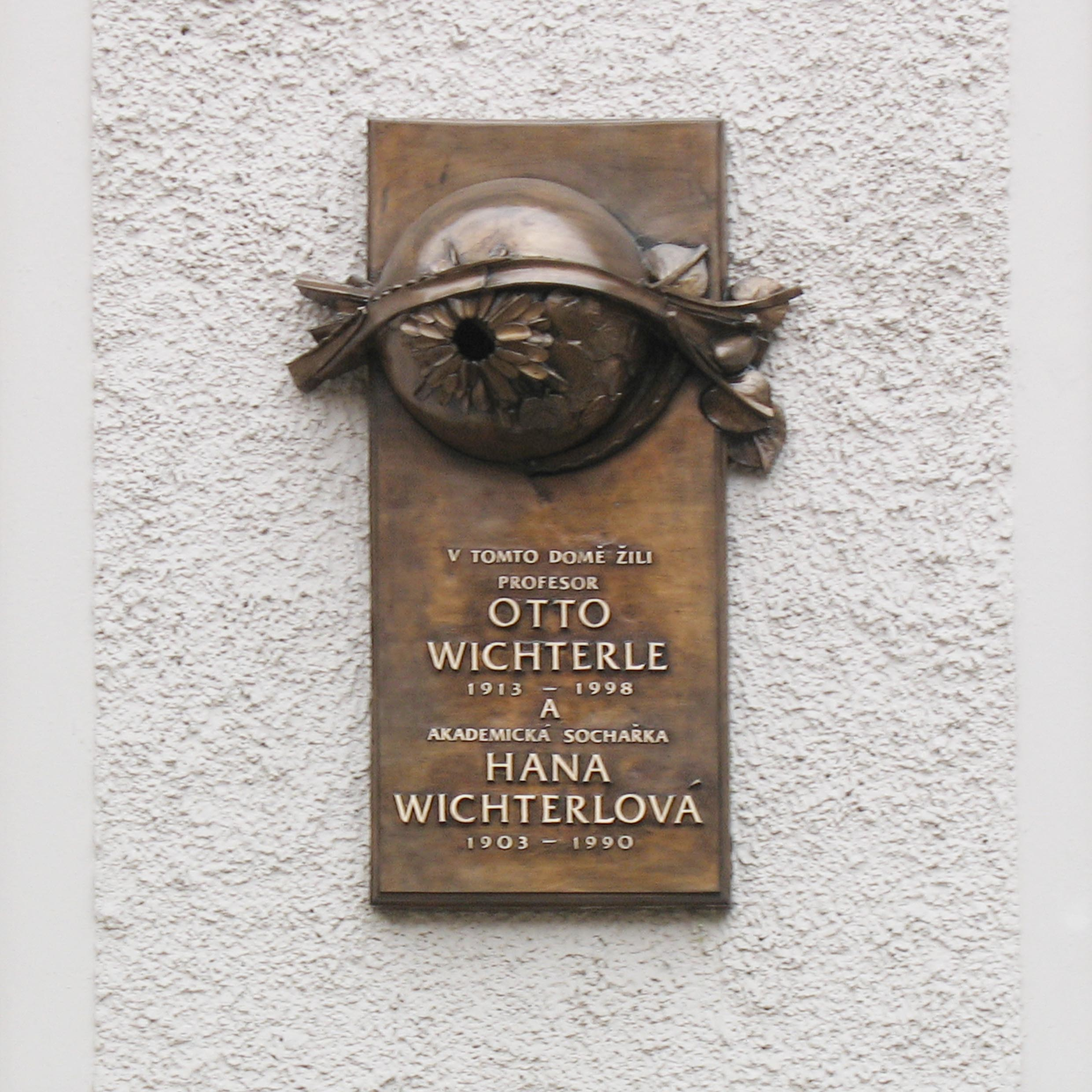
Pamětní deska na rodném domě Otty a Hany Wichterlových
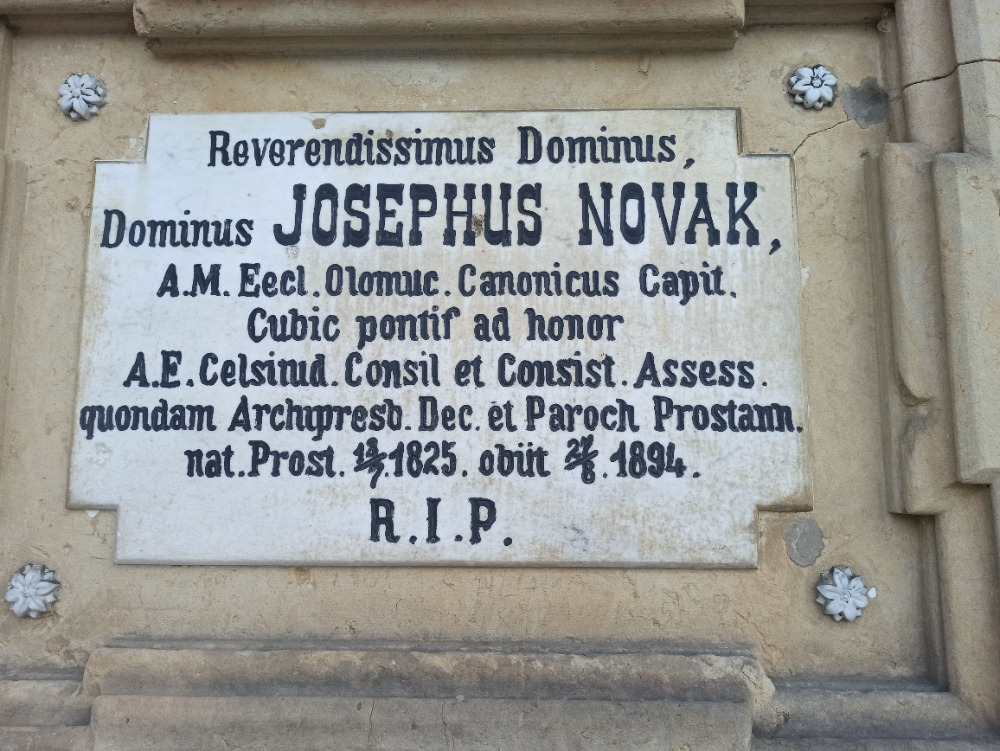
Pamětní deska P. Josefa Nováka

### Sakrální sochy
- Mariánský sloup se sochou Panny Marie
- Socha Panny Marie Karlovské
- Socha Panny Marie Celenské
- Socha sv. Jana Nepomuckého

### Přírodní pamětihodnosti
- Biokoridor Hloučela – uměle vysazený lesopark se smíšenou trasou pro pěší i cyklisty v okrajové části města podél říčky Hloučely
- Botanická zahrada Petra Albrechta
- Kolářovy sady
- Mládkovy sady – nejnovější park zbudovaný v roce 2021 na jižním okraji města
- Park u nemocnice
- Smetanovy sady – nejstarší park v Prostějově, umístěný v centru města, vznikla v něm galerie ze soch z každoročně konaného sochařského sympozia
- Spitznerovy sady
- Dolní vinohrádky
- Arboretum Vrahovice
- Střížova lípa
- Lípa u Sarkandera

## Osobnosti

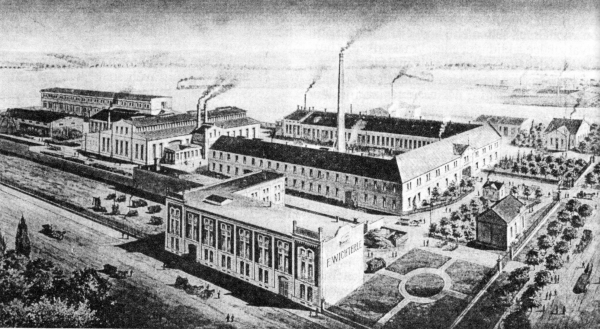
Prostějov, továrna F. Wichterle po roce 1900

Mezi nejvýznamnějšími prostějovskými rodáky jsou vědec Otto Wichterle, gotický stavitel Matěj Rejsek, filozof Edmund Husserl, malíř Alois Fišárek a básník Jiří Wolker. V Prostějově působil farář, spisovatel a básník katolické moderny Karel Dostál-Lutinov. Starostou města a gymnaziálním učitelem tu byl Jan Sedláček, poslanec československého parlamentu za Národní sjednocení.
Další významní rodáci jsou například:
- Karel Vojáček (1848–1899), lékárník, starosta, mecenáš
- Karla Vojáčková (1858–1905), mecenáška
- František Kovářík (1865–1942), ministr veřejných prací 1920–1921, spolumajitel firmy Wichterle a Kovářík (Wikov)
- Arnošt Rolný (1887–1950), průmyslník
- Vladimír Ambros (1890–1956), skladatel, dirigent a pedagog, jeden z předních představitelů brněnské skladatelské školy Leoše Janáčka
- Edvard Valenta (1901–1978), prozaik, básník a publicista
- Gabriela Wilhelmová (1942–2002), herečka
- Ladislav Županič (1943–2023), herec
- Ivo Šmoldas (* 1955), moderátor a publicista

## Školství

### Základní školy
- Základní škola Prostějov, ul. Vl. Majakovského
- Základní škola a mateřská škola Jana Železného Prostějov, Sídliště svobody 24/79
- Základní škola a mateřská škola Prostějov, Melantrichova ul. 60
- Základní škola a mateřská škola Prostějov, Palackého tř. 14
- Základní škola Prostějov, ul. Dr. Horáka 24
- Základní škola a mateřská škola Prostějov, Kollárova 4
- Základní škola Prostějov, ul. E. Valenty

### Střední školy
- Cyrilometodějské gymnázium, základní škola a mateřská škola v Prostějově
- Gymnázium Jiřího Wolkera
- Reálné gymnázium a základní škola Otto Wichterleho, Prostějov
- Střední odborná škola průmyslová a střední odborné učiliště strojírenské
- Střední škola designu a módy
- Švehlova střední odborná škola
- Obchodní akademie Prostějov
- Střední škola, základní škola a mateřská škola JISTOTA
- Střední škola, Základní škola a Mateřská škola Prostějov, Komenského 10
- Trivis – Střední škola veřejnoprávní Prostějov
- Střední odborná škola podnikání a obchodu
- Střední škola automobilní Prostějov
- ART ECON – střední škola

### Další školy
- Základní umělecká škola Vladimíra Ambrose v Prostějově
- ART ECON – Vyšší odborná škola Prostějov

## Kultura
K nejvýznamnějším kulturním spolkům Moravy v daném období patřila Farní cyrilská jednota při kostele Povýšení sv. Kříže (1890–1953), jež realizovala hudební vystoupení a divadelní představení. Nyní se v Prostějově pravidelně konají festivaly, promítání filmů, divadla a výstavy.
Mezi nejznámější kulturní akce patří:
- Wolkrův Prostějov – celostátní přehlídka poezie, konaná vždy v červnu
- Prostějovské léto – projekt, který každý letní čtvrtek nabízí veřejnosti rozmanité aktivity
- Prostějovská zima – série zimních akcí většinou s vánoční tematikou
- Mladá scéna – krajské kolo přehlídky studentských divadel
- Hanácké slavnosti – tradiční hody s lidovým jarmarkem, poutí a kulturním programem, spojené s oslavou dožínek
- MEDart – každoroční festival amatérského divadla s podtitulem „Proč by Hanák jezdil za divadlem ven, když ho má doma“[52]
- Velikonoční Prostějov – tradiční modelářská soutěž s bohatým doprovodným programem; součástí je kategorie „Prostějovská – 72“ (v roce 2015 vyhlášena již po 40.)

Pořadatelsky akce zajišťují tyto organizace:
- Magistrát města Prostějova, Odbor školství, kultury a sportu, oddělení kulturního klubu Duha
- Městské divadlo v Prostějově – divadla, koncerty
- Kino Metro 70 – filmová představení
- Muzeum a galerie v Prostějově – výstavy, přednášky, součástí je i Lidová hvězdárna v Prostějově
- Městská knihovna v Prostějově – možnost půjčování knih, přístup na internet, přednášky (oddělení pro děti a mládež se nachází na adrese Vápenice 9, v budově Sportcentrum DDM - nabízí půjčování knih, besedy pro školy a školky a odpolední akce pro děti)
- Základní umělecká škola Vladimíra Ambrose v Prostějově
- Ekocentrum Iris – ekologické osvětové akce, výstavy, besedy, vycházky do přírody,
- Sportcentrum DDM

Ve městě jsou činné tyto divadelní spolky:
- Divadlo Point – studentský divadelní soubor založený při Gymnáziu Jiřího Wolkera
- Divadlo hanácké obce – činoherní soubor působící od roku 1927[53]
- Moje divadlo – ochotnické činoherní divadlo založené roku 1997[54]
- Loutkové divadlo Starost – amatérský loutkářský soubor založený roku 1983[55]
- Loutkové divadlo Pronitka – soubor při organizaci Sokol Prostějov 1[56]
- Divadlo plyšového medvídka – poloprofesionální divadelní soubor působící od roku 2011[57]

## Sport

### Historie

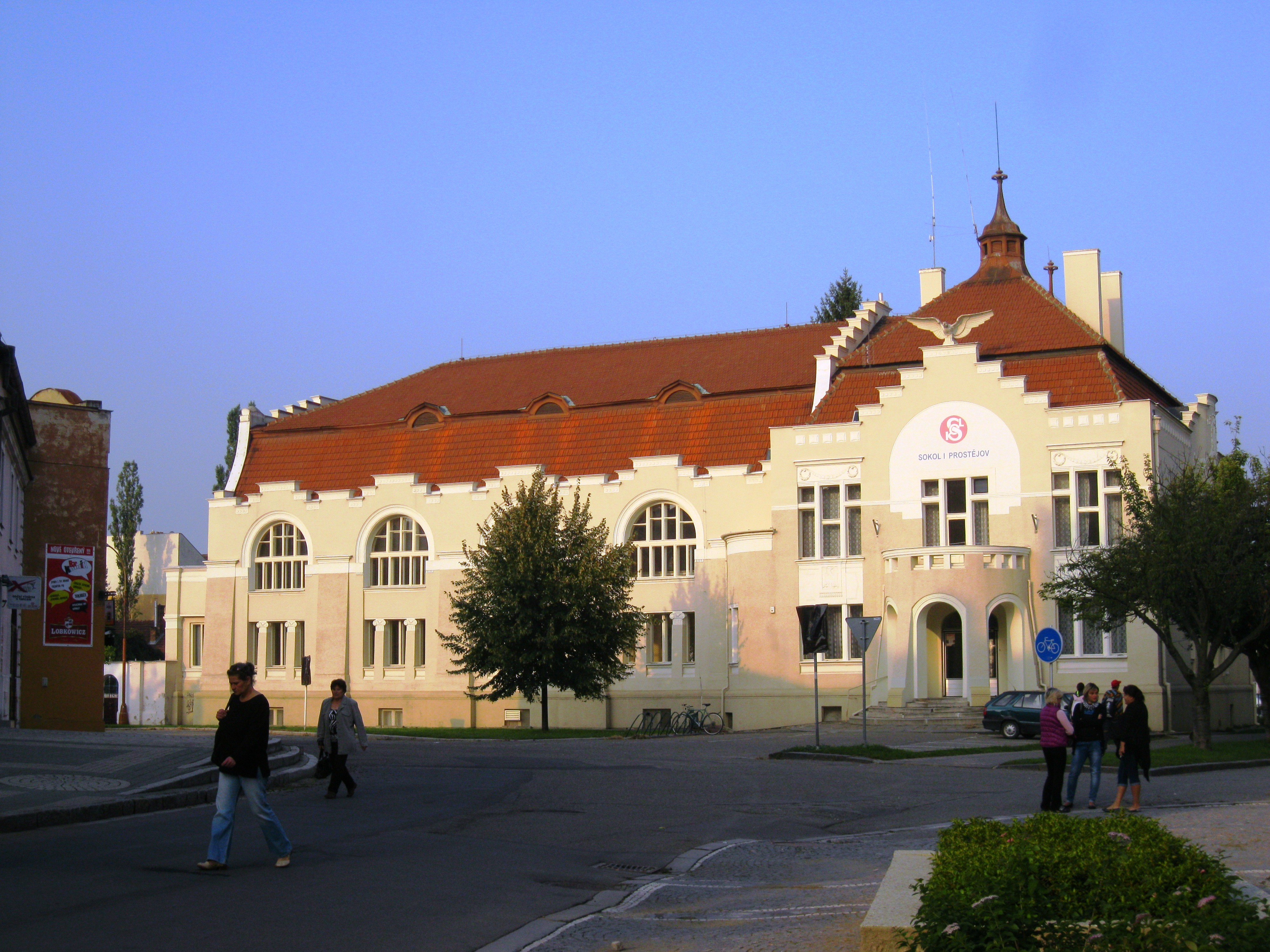
Sokolovna

Prostějov byl v minulosti i dnes známý jako město sportu. Nejstarším klubem byl Sokol, sídlo Sokolské župy Prostějovska, která dosud zastřešuje 31 místních tělocvičných jednot. První sportovní oddíly Sokola vznikaly již na počátku 20. století a některé z nich reprezentovaly pod hlavičkou Sokola úspěšně až do 2. světové války. Sokol Prostějov se roku 1934 stal mistrem republiky v házené, zápasníci vítězili v roce 1940 a fotbal hrála dvě družstva Sokol I. a Sokol II.
1. listopadu 1885 byl v Prostějově založen Český klub velocipedistů; velodrom je zde od roku 1967.

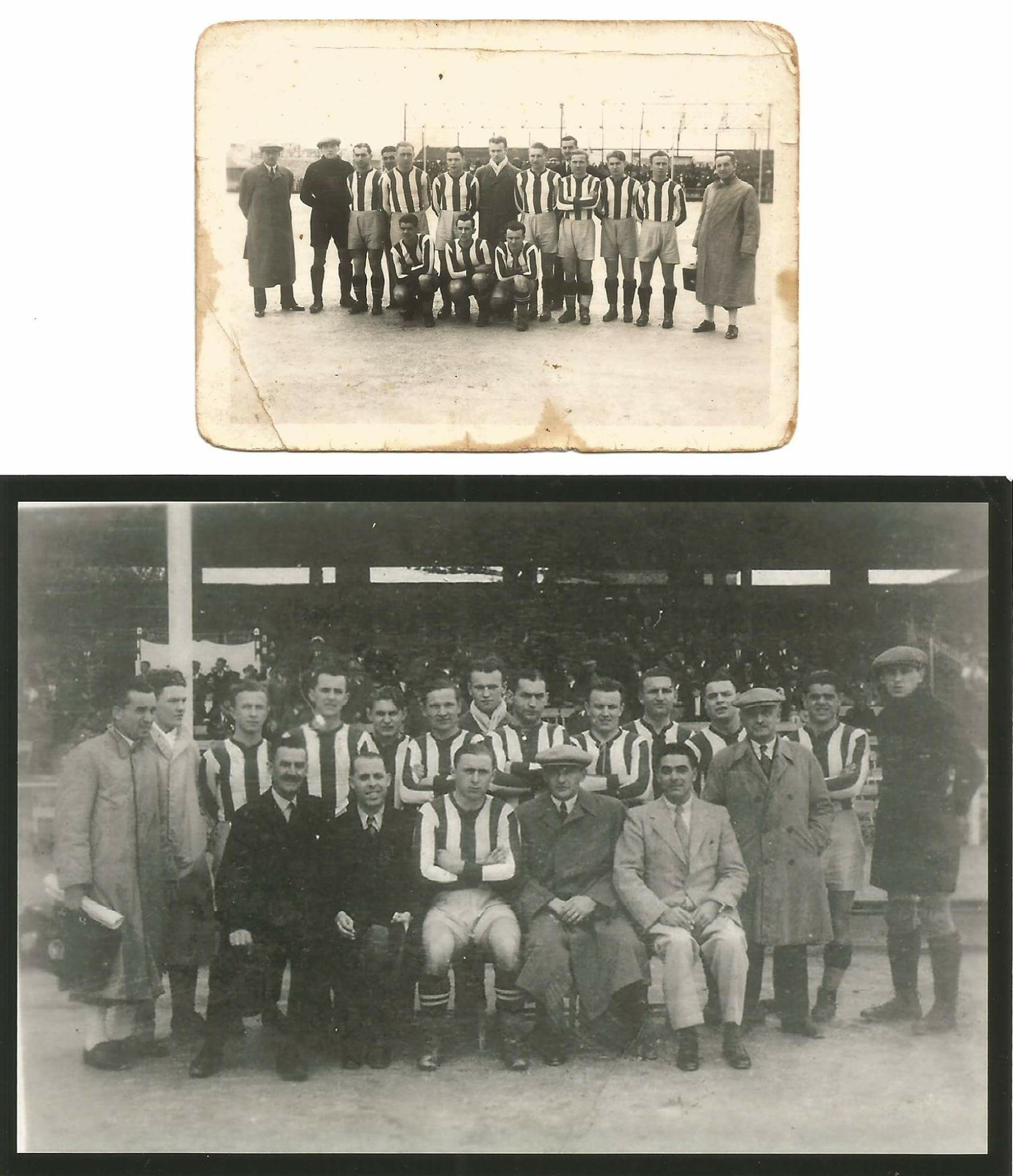
Tým SK Prostějov roku 1934

Nejvýznamnějším z klubů byl Sportovní klub Prostějov založený roku 1904, známý pod zkratkou SK. Ten zastřešoval několik sportovních odvětví a v té době nejpopulárnější sport ve městě – fotbal. Klub SK Prostějov (dnes pod názvem 1. SK Prostějov) působil ve třicátých letech dvacátého století ( 1934–1938) a v sezóně 1945/46 v nejvyšší profesionální fotbalové lize tehdejšího Československa. Dvakrát v ní skončil na třetím místě (1935/36, 1936/37). V období let 1939 až 1943 pak hrál v protektorátní, tzv. Českomoravské lize, kde dokonce skončil jednou druhý (1941/42). SK Prostějov také hájil barvy města v tehdy velmi prestižním Středoevropském poháru (Mitropa Cup), který byl ve třicátých letech jediným evropským pohárem nejlepších fotbalových klubů té doby. Prostějovský SK v něm dosáhl několika senzačních úspěchů (vítězství na půdě tehdejšího špičkového rakouského týmu Admiry Vídeň 0:4 nebo vyrovnané zápasy s curyšským Grasshoppers) a lákal do hlediště stadionu ve Sportovní ulici desetitisícové návštěvy. Dnes hraje na Stadionu Za Místním nádražím s kapacitou 3500 diváků. Působí ve druhé nejvyšší soutěži.
V období mezi válkami působila v Prostějově téměř desítka klubů provozujících kopanou. Např. Makkabi, SK Rolný, SK Slavoj, Moravan (dříve Rudá Hvězda) atd.

### Současnost

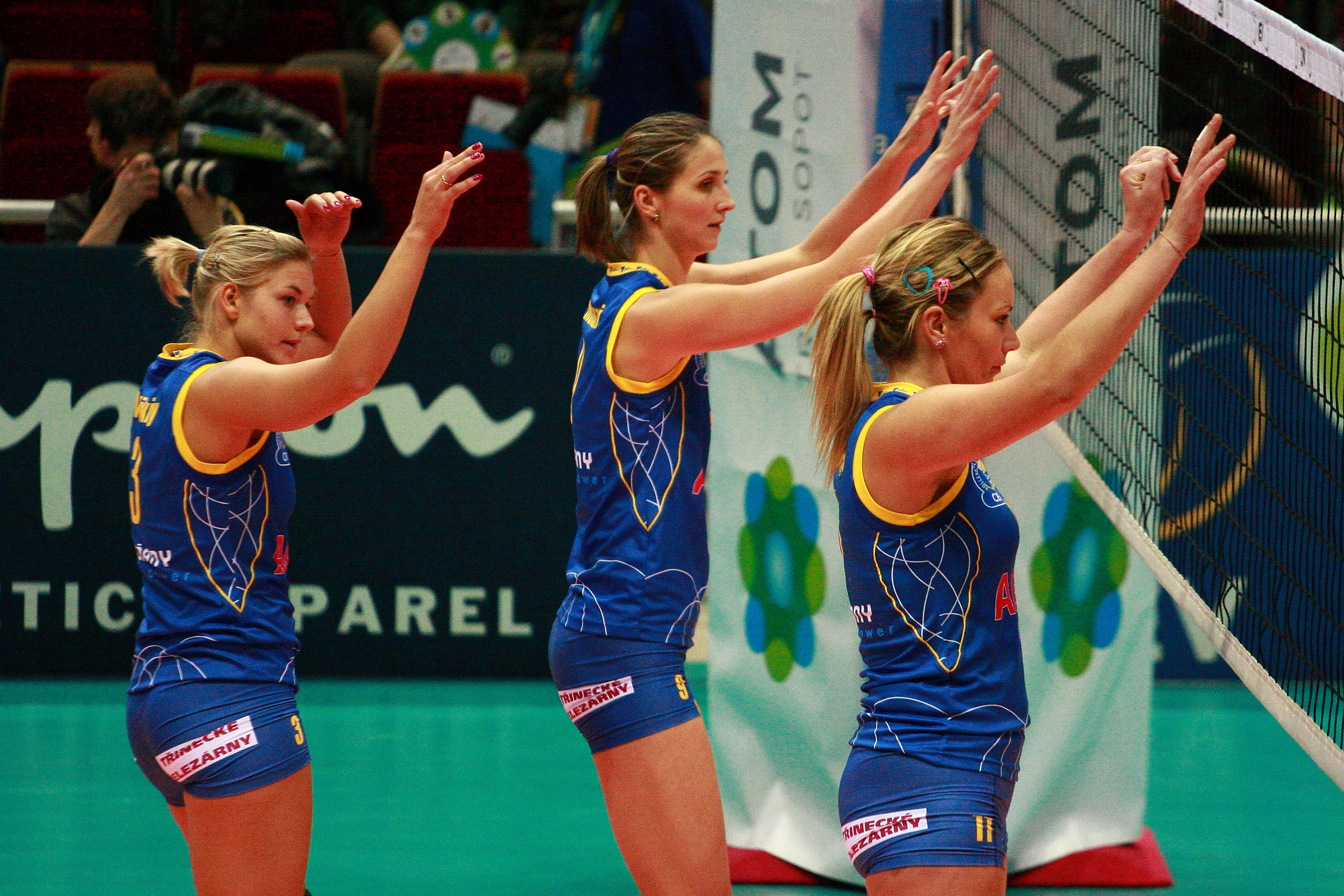
Volejbalistky VK Prostějov

Nejvýznamnějším současným sportovním odvětvím v Prostějově je ženský volejbalový klub VK Prostějov. V sezóně 2008-09 získal svůj první mistrovský titul,Tento úspěch zopakoval desetkrát v řadě, čímž prostějovské volejbalistky vytvořily český rekord, a to i započítáme-li výsledky československé ligy. Až v sezóně 2018/19 zvítězily volejbalistky Olomouce, volejbalistky Prostějova skončily druhé. V roce 2022 získaly hráčky Prostějova jedenáctý titul mistryň Česka. Své domácí zápasy hraje klub v hale Národního sportovního centra.
Hokejový klub LHK Jestřábi Prostějov, který byl založen v roce 1913, momentálně hraje 3. nejvyšší soutěž tzv. 2. českou hokejovou ligu. V sezóně 2024/25 po jedenácti letech sestoupil z druhé nejvyšší soutěže (1. české hokejové ligy) v níž se v sezónách 2021/22 a 2022/23 probojoval do semifinále, ve kterých nestačil na Vsetín. Nejslavnější éru klub zažil mezi válkami a bezprostředně po druhé světové válce, kdy strávil šest ročníků v nejvyšší soutěži (1945/46, 1947/48, 1948/49, 1950/51, 1951/52, 1952/53). V předligovém Mistrovství Československa v roce 1932 získal dokonce stříbro. Klub hraje na Zimním stadionu Prostějov.
V Prostějově sídlí tenisový klub TK Agrofert Prostějov s více než 111 letou tradicí. Klub proslavili hráči Jiří Novák, Jana Novotná, Petra Kvitová nebo Tomáš Berdych. Za klub hrály dvě světové jedničky na žebříčku WTA ve dvouhře – Martina Hingisová a Caroline Wozniacká. Mistrovství České republiky ve smíšených družstvech Agrofert Prostějov vyhrál v letech 1995, 1997–1999, 2002–2004 a 2007–2017. Každoročně klub pořádá mezinárodní turnaj ITF UniCredit Czech Open. Prostějov hostil také kvalifikační kolo Světové skupiny Davis Cupu 2001, v němž Česko porazilo Rumunsko 3:2 na zápasy. V dubnu 2019 na centrkurtu vyhrály Češky světovou baráž Fed Cupu proti Kanadě 4:0 na zápasy. Majitelem prostějovského klubu je Miroslav Černošek.
Mezi českou špičkou se dlouho držel mužský basketbalový klub Orli Prostějov. V sezóně 2004/05 postoupil do vrcholné Národní basketbalové ligy a ihned se zařadil k lídrům soutěže. V letech 2004-2016 neskončil v lize hůře než čtvrtý a jen jednou nestanul na medailové příčce. V roce 2015 získal český pohár. V roce 2017 se však klub dostal do finančních problémů, které se podepsaly i na sportovních výsledcích. Na hřišti basketbalisté sice ligu zachránili v baráži, ale nakonec byl klub kvůli dluhům stejně vyloučen z nejvyšší soutěže. Zcela se rozpadl a město se pokusilo zachránit basketbal v Prostějově založením nového klubu BK Olomoucko. V roce 2021 však tento klub přesídlil do Olomouce. V Prostějově tak zůstala jen mládežnická mužstva, již v období finančního krachu pro jistotu vyčleněná do samostatné organizace BCM Orli Prostějov.

### Další sportovní kluby
- DTJ Prostějov (box)
- TJ Sokol Vrahovice (fotbal)
- TJ Haná Prostějov (fotbal a zimní plavání)
- TJ Sokol II Prostějov (házená)
- TJ Sokol Čechovice (fotbal, stolní tenis, wrestling)
- Sportovní klub Prostějov (horolezectví, korfbal, orientační sporty, šachy, sport pro všechny)
- SK Prostějov 1913 (hokej)
- Tufo – Pardus Prostějov (cyklistika)

## Vojenská posádka
Od roku 1798 je Prostějov posádkovým městem. V současnosti zde sídlí tyto vojenské jednotky:
- 601. skupina speciálních sil generála Moravce
- 102. průzkumný prapor generála Karla Palečka

## Místní části

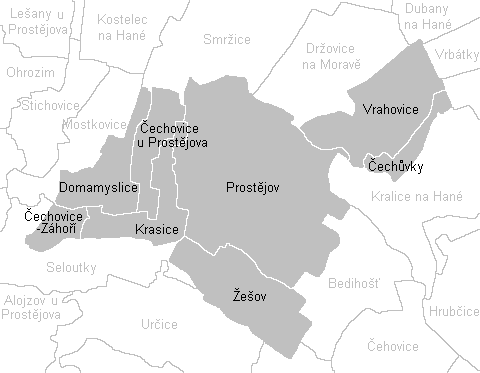
Katastrální území Prostějova

V době nacistické okupace Prostějov tlačil na připojení Vrahovic, Držovic, Čechovic a Krasic. Tyto obce si tehdy ještě uhájily samostatnost. Další návrhy na připojení těchto obcí byly činěny v letech 1946–1947, ale uvedené obce s tím opět nesouhlasily a nepovažovaly to za výhodné. K připojení došlo až po komunistickém převratu, kdy bylo možné rozhodovat shora bez souhlasu obcí. V roce 1950 rozhodl Okresní národní výbor Prostějov o připojení těchto čtyř obcí k Prostějovu. V roce 1954 byly Vrahovice, Držovice a Krasice rozhodnutím Krajského národního výboru opět osamostatněny. V roce 1963 byly k Prostějovu opět připojeny Krasice, v roce 1973 Vrahovice, 1976 Čechovice a Domamyslice, 1980 Mostkovice a 1981 Žešov.
V roce 1990 se v místní části Mostkovice konalo referendum, ve kterém se 96 % občanů (při 80% účasti) rozhodlo pro osamostatnění. V roce 2004 se uskutečnilo referendum v místní části Držovice. Odtržení od Prostějova podpořilo 54,8 % oprávněných voličů. Místní část Držovice se osamostatnila v roce 2006.
Prostějov se k roku 2025 skládal z částí:
- Prostějov
- Čechovice
- Čechůvky
- Domamyslice
- Krasice
- Vrahovice
- Žešov

## Partnerská města
Partnerskými městy jsou:
- Środa Wielkopolska, Polsko
- Vysoké Tatry, Slovensko

Spolupráce je pozastavena s partnerskými městy Borlänge (Švédsko), Hoyerswerda (Německo) a St. Pölten (Rakousko).
Před rokem 1989 bylo partnerským městem město Rossoš v Rusku, ve kterém byla pojmenována po městě Prostějov ulice. V Prostějově byl v roce 1974 na památku mezinárodního přátelství postaven pomník.

## Galerie

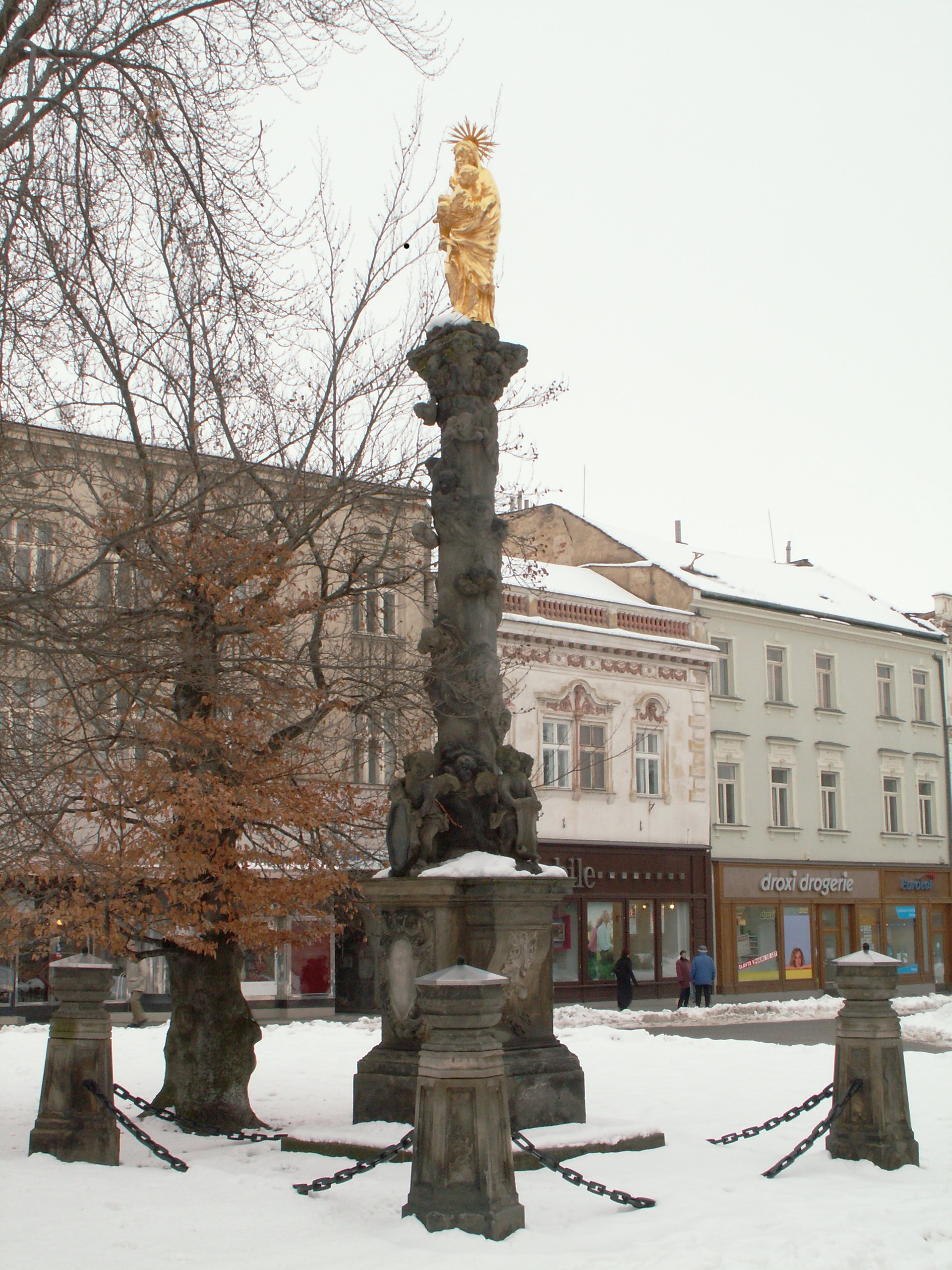
Mariánský sloup
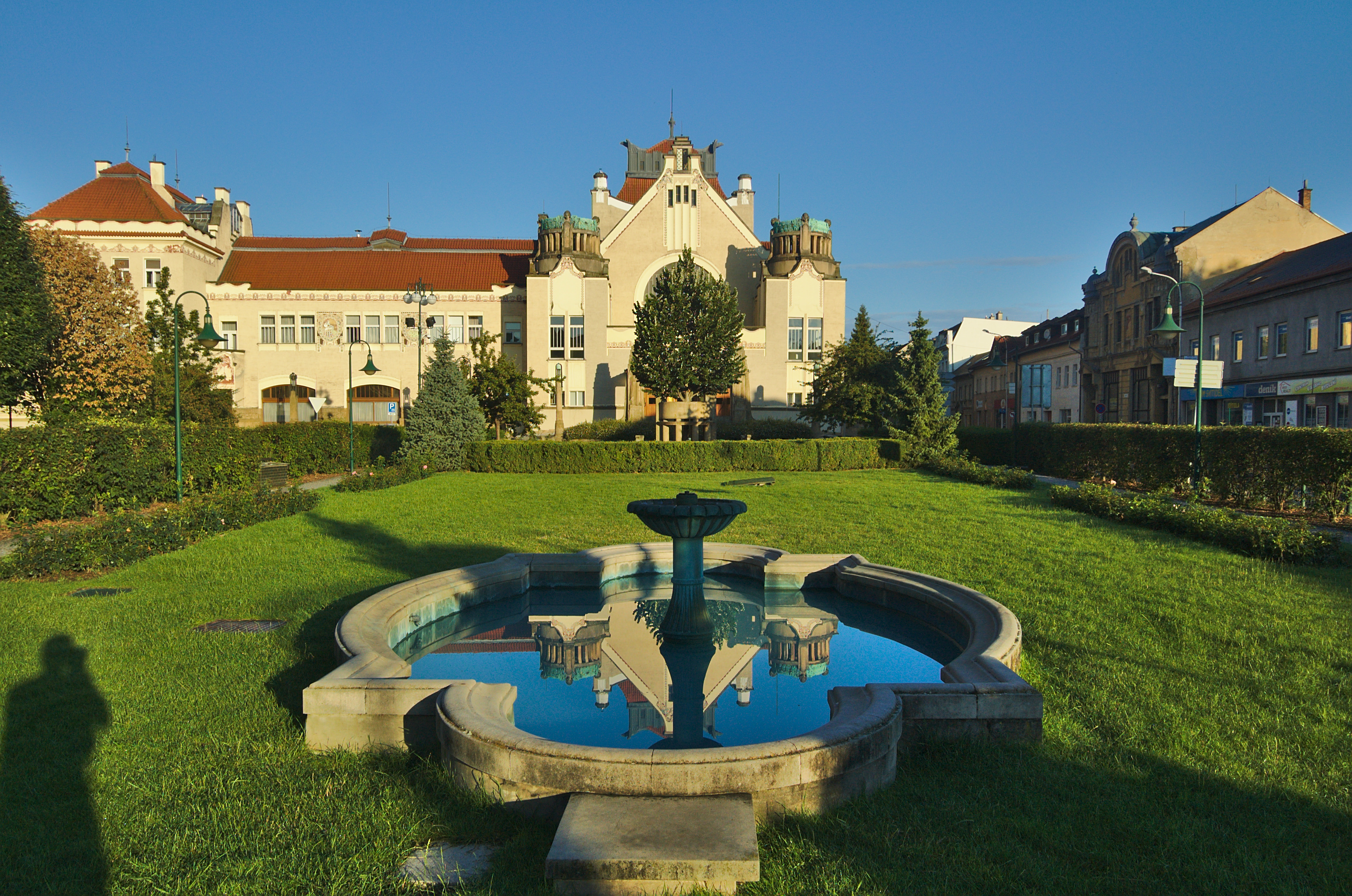
Národní dům (městské divadlo)
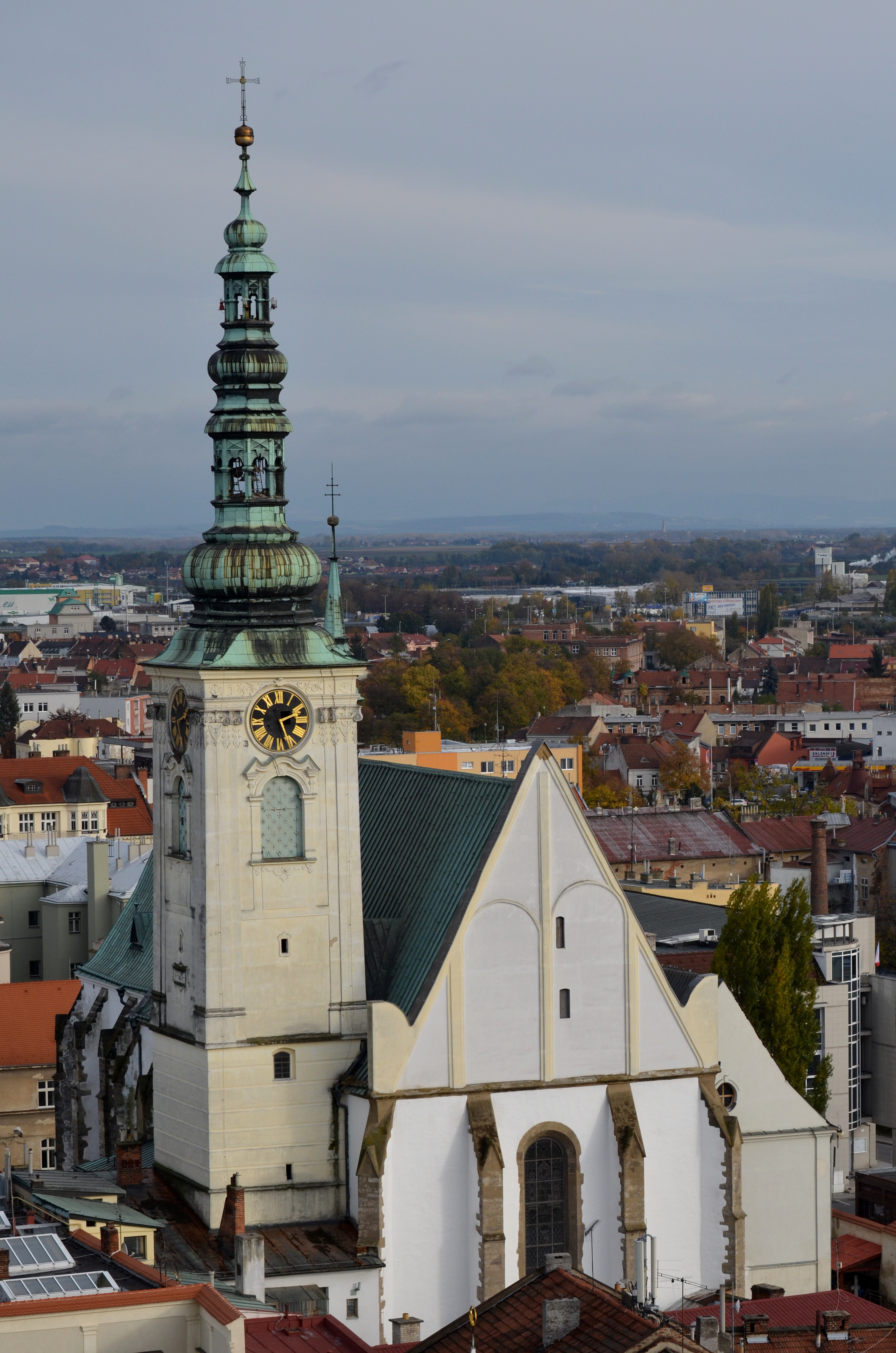
Kostel Povýšení svatého Kříže
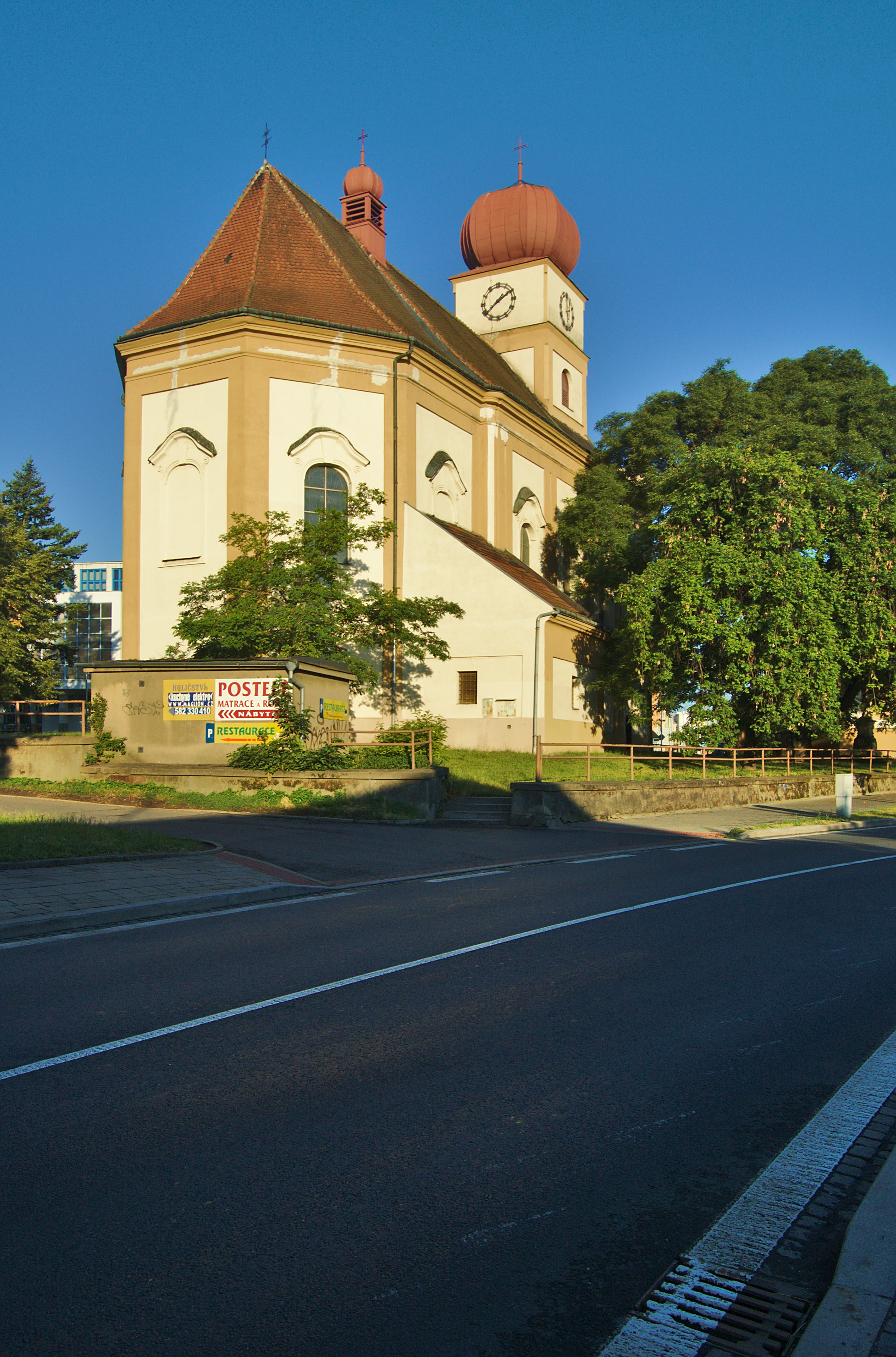
Kostel svatých Petra a Pavla
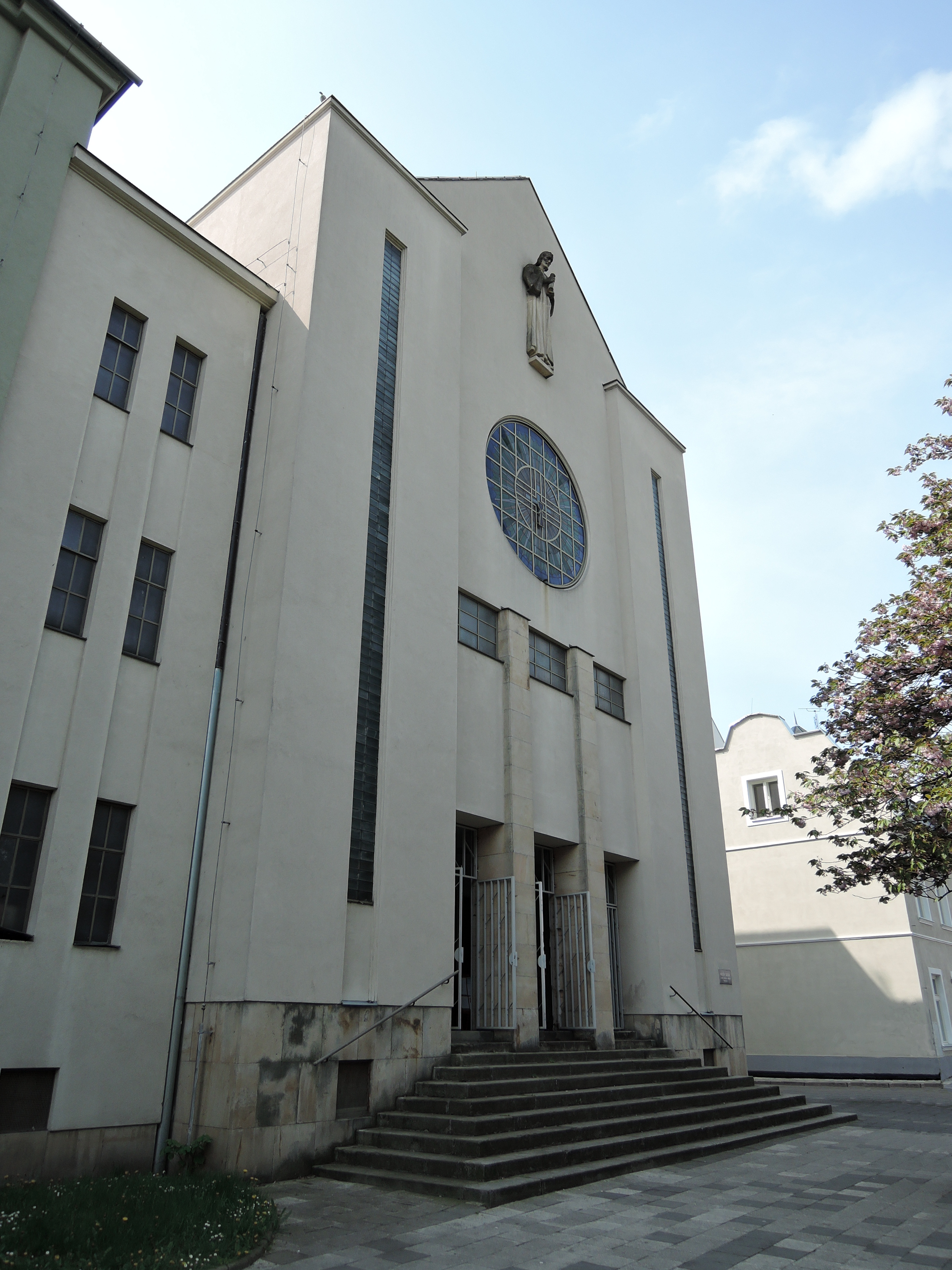
Husův sbor, původně synagoga
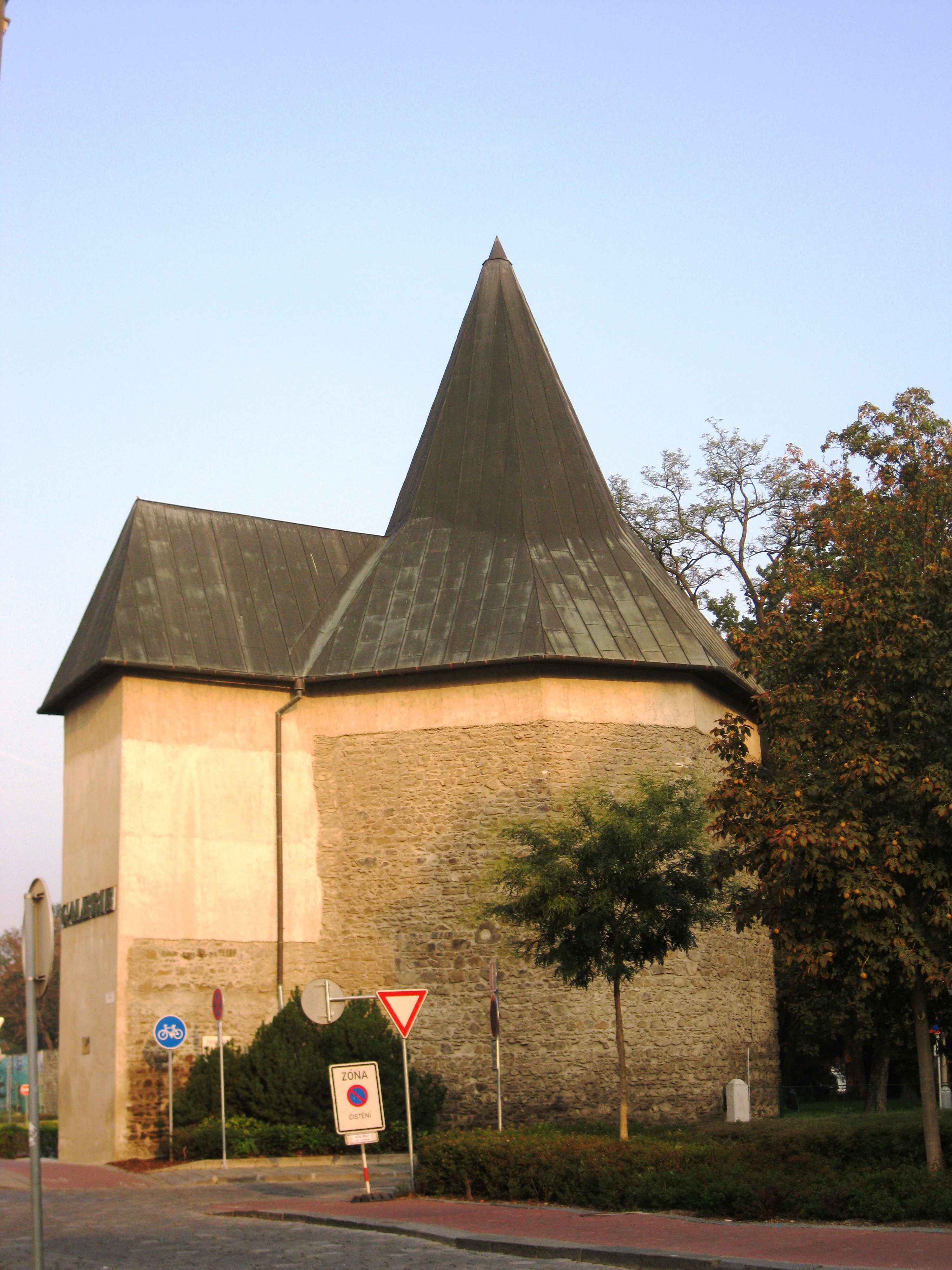
Městské opevnění, bašta
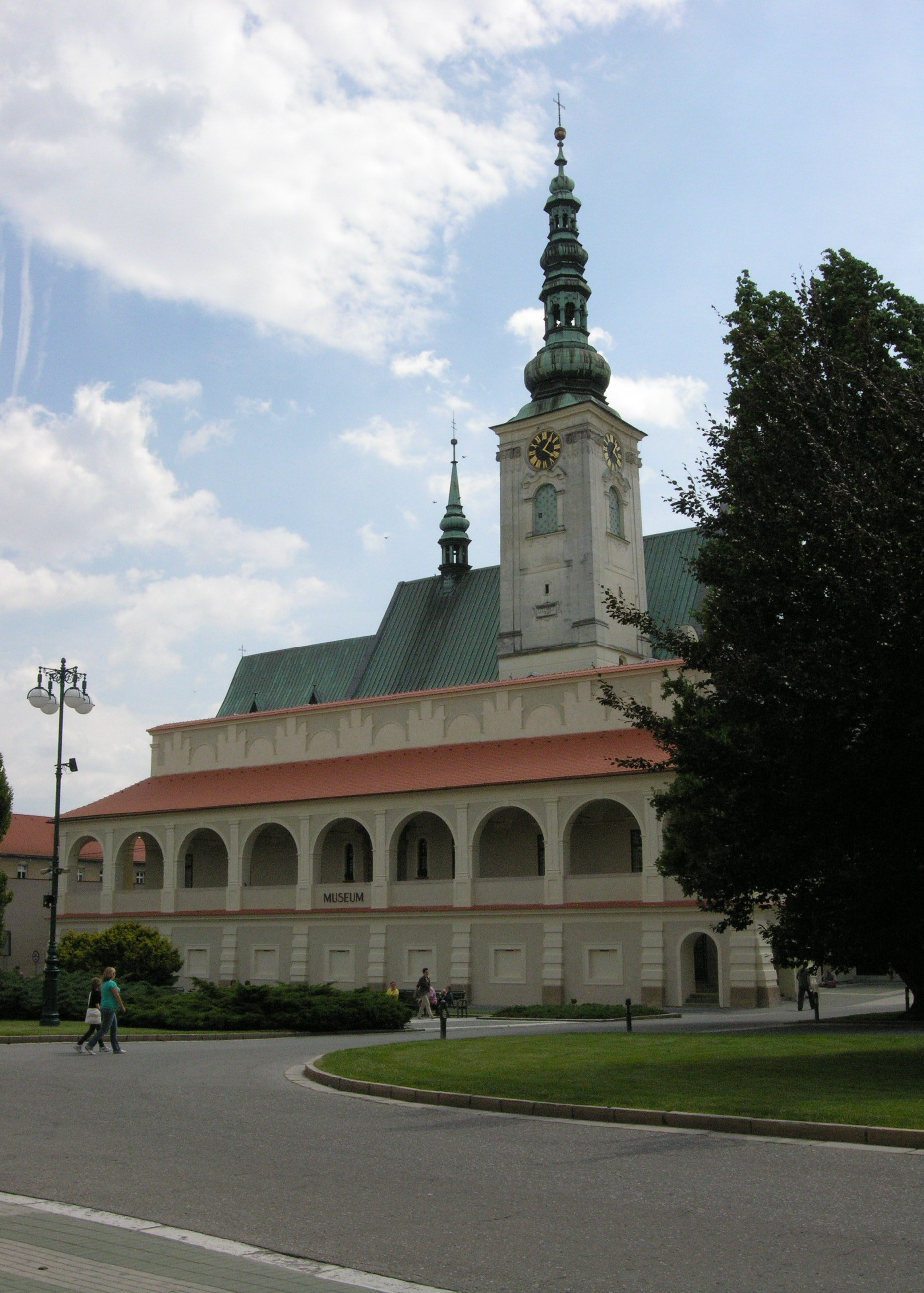
Muzeum, původně stará radnice
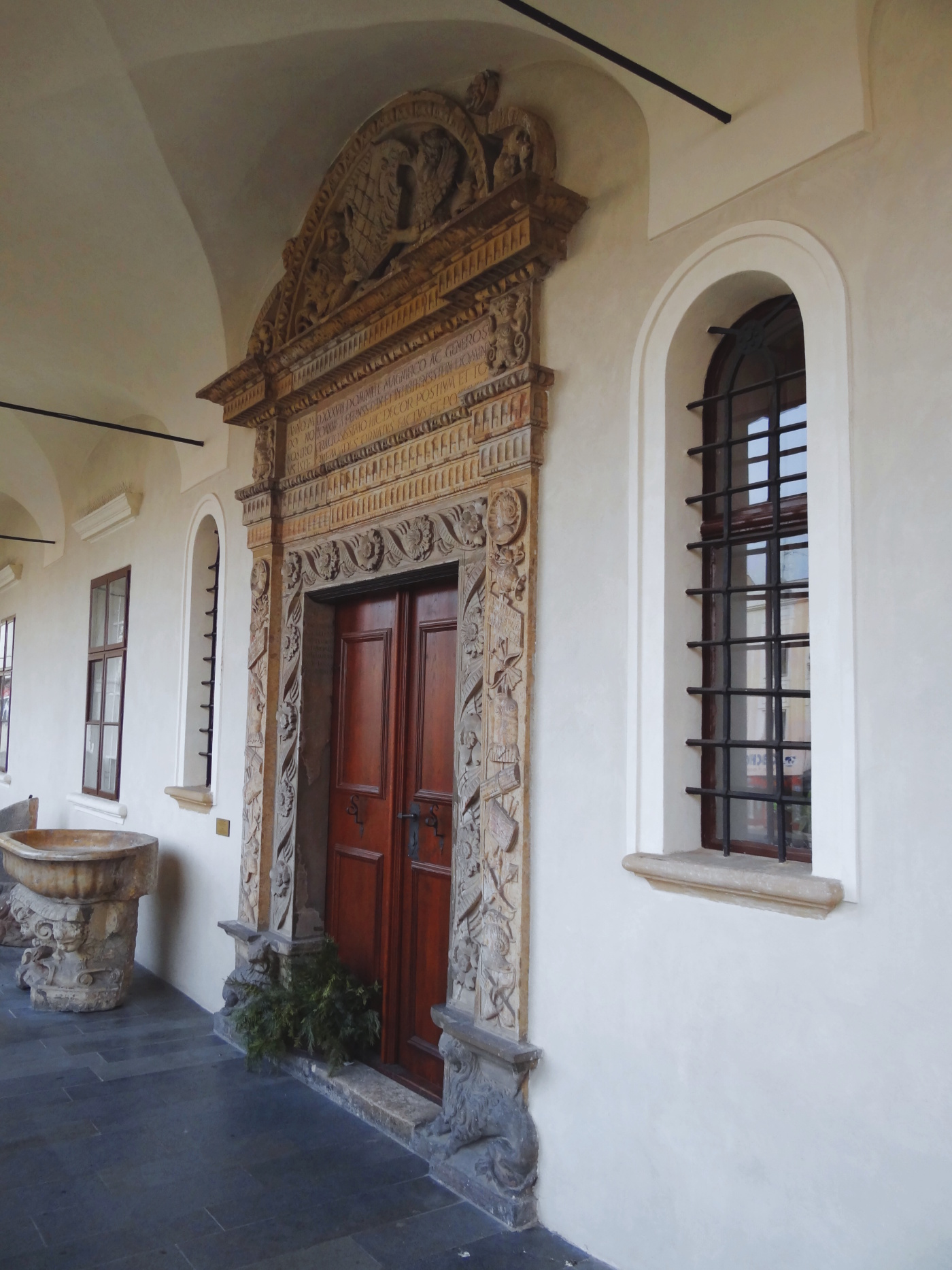
Portál na staré radnici
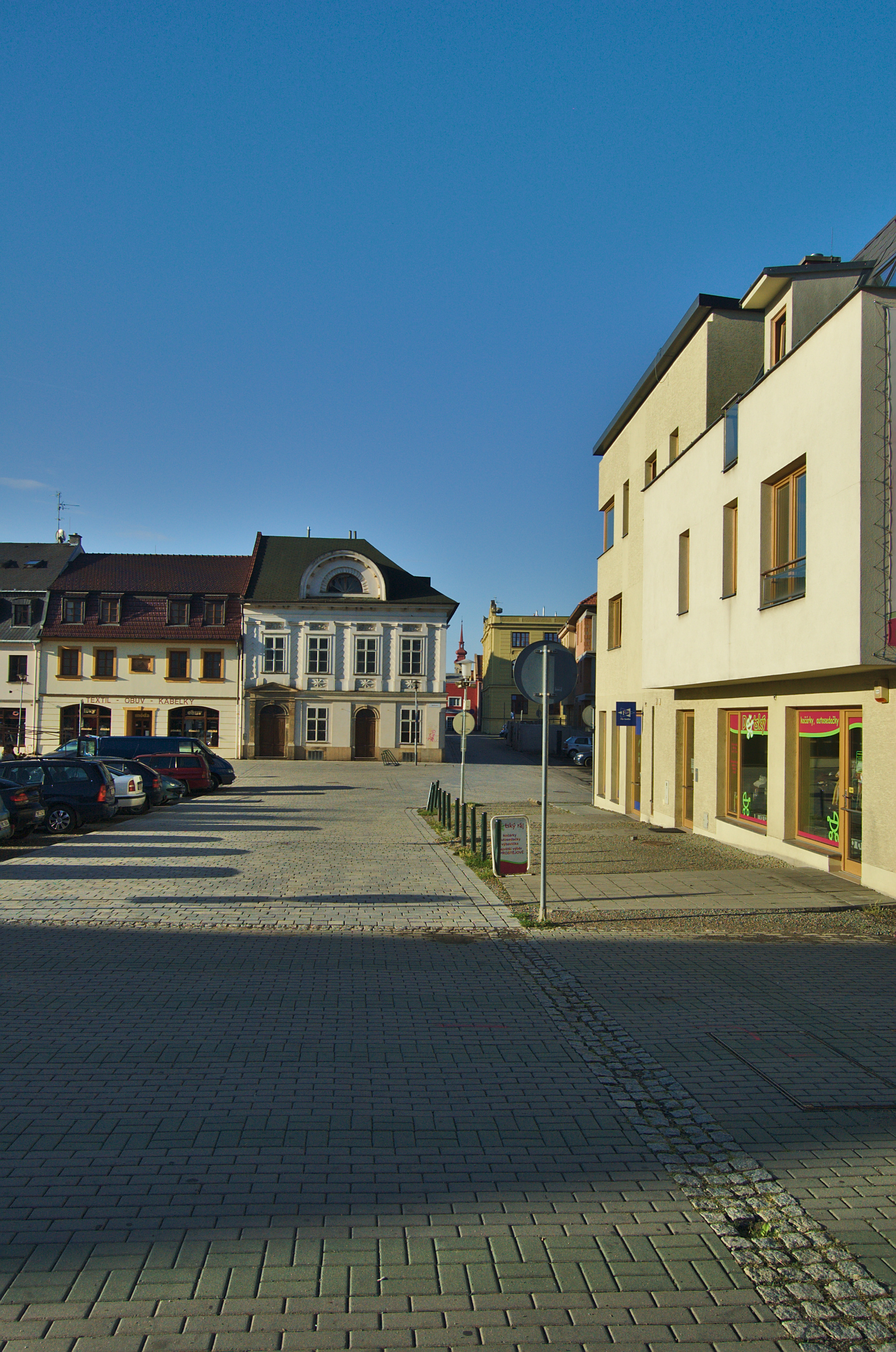
Židovský dům čp. 77 naproti tržnici
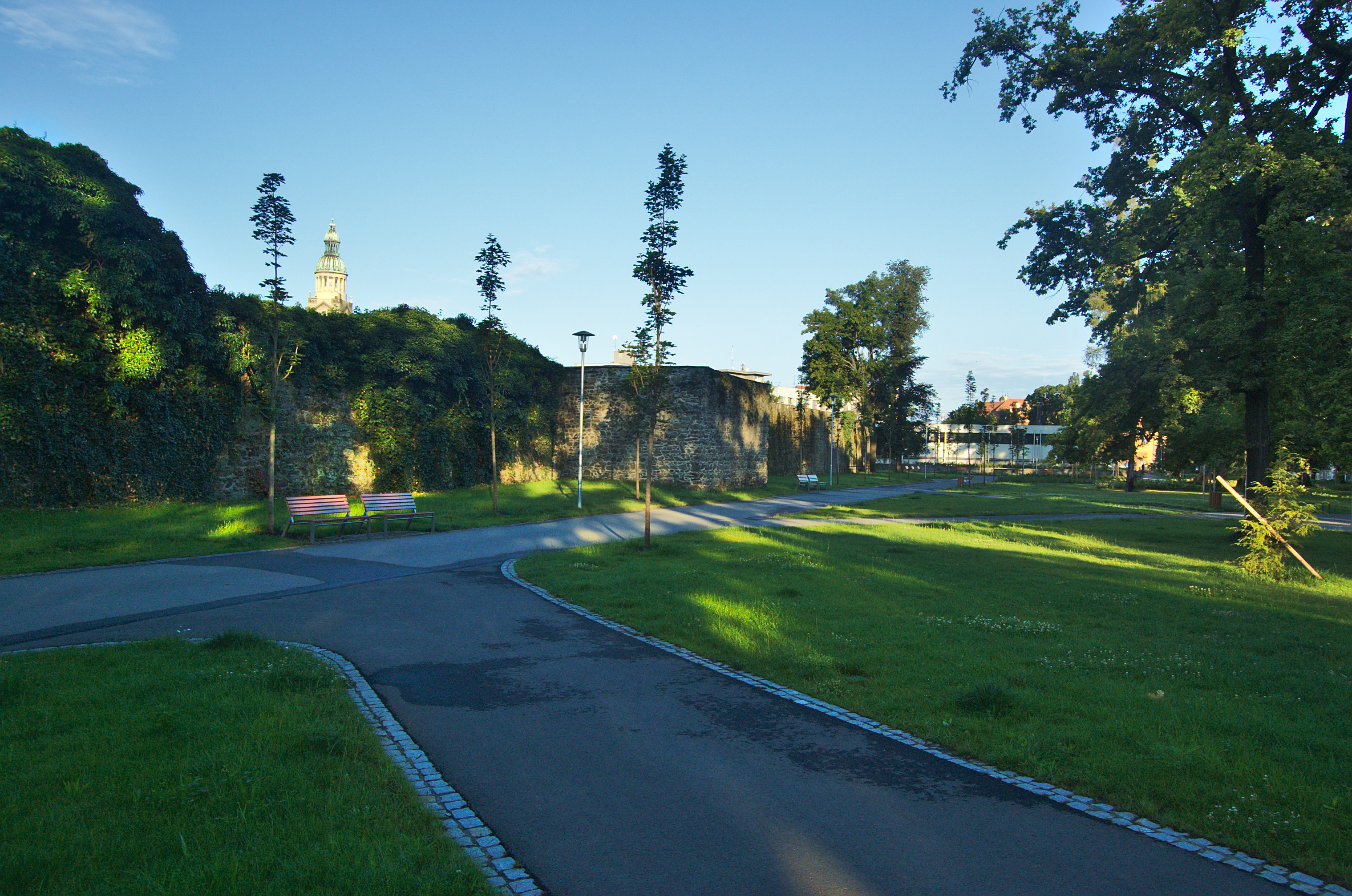
Městské hradby ve Smetanových sadech
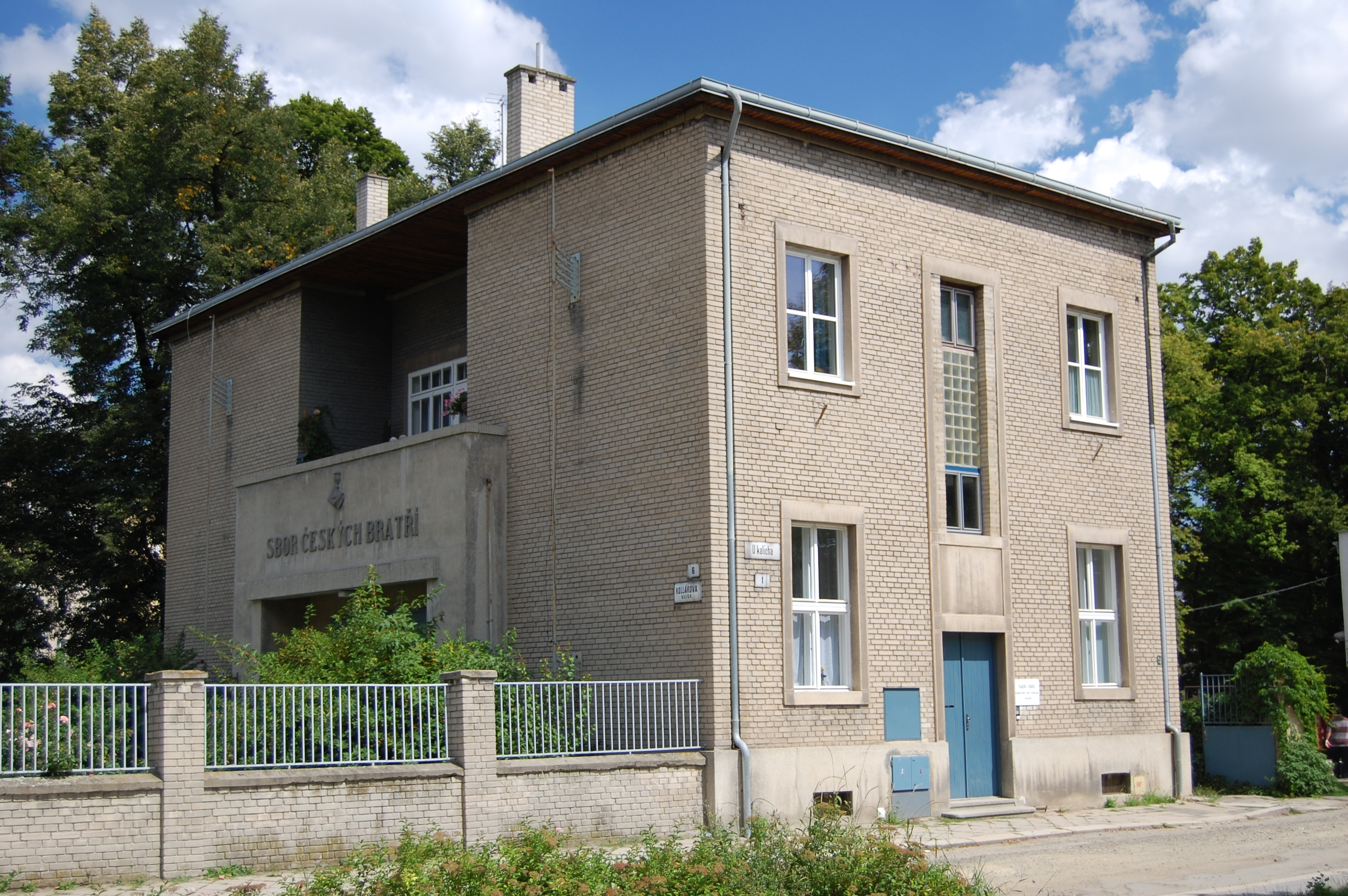
Sborový dům Českobratrské církve evangelické
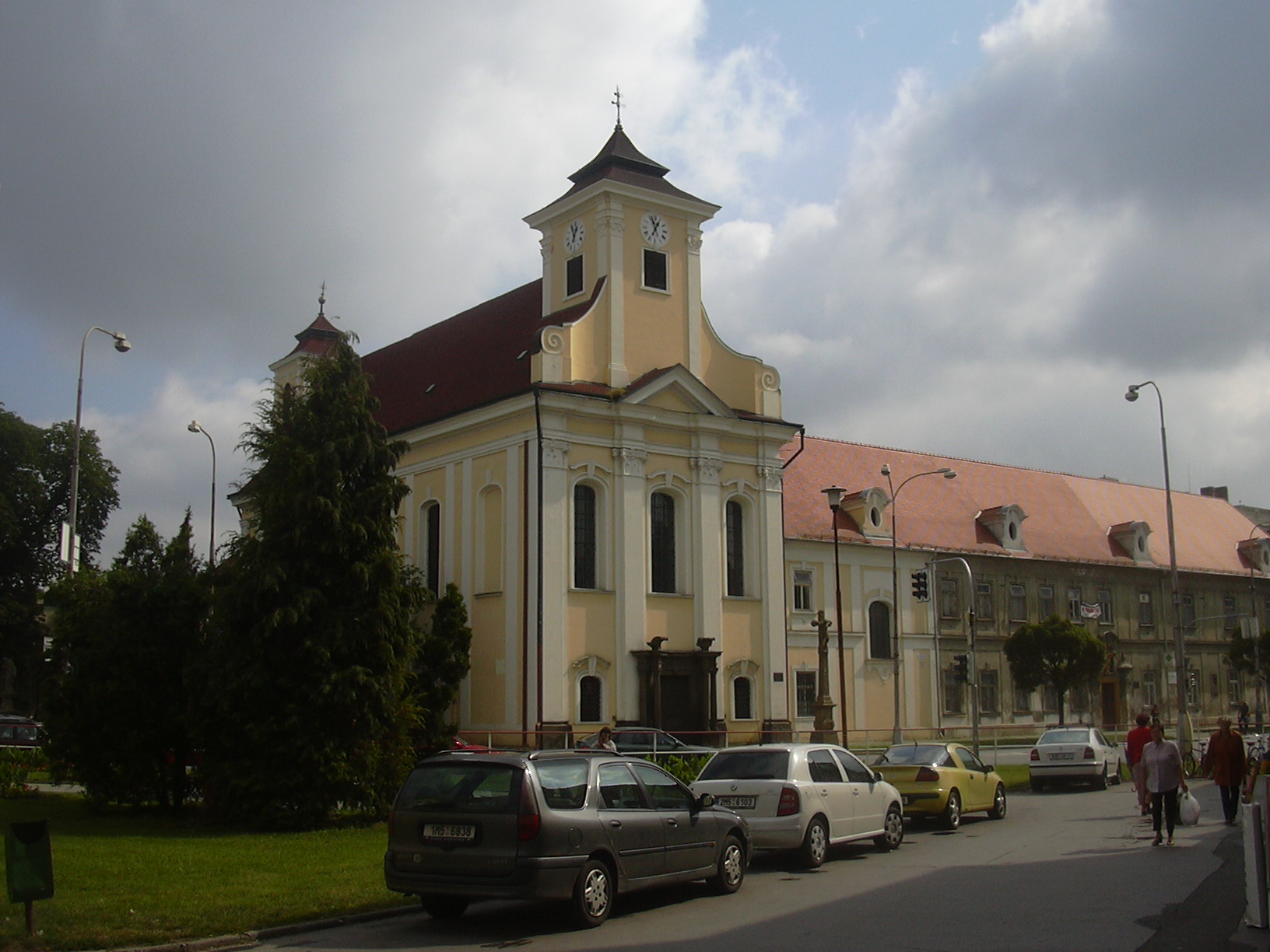
Kostel svatého Jana Nepomuckého (U Milosrdných bratří)
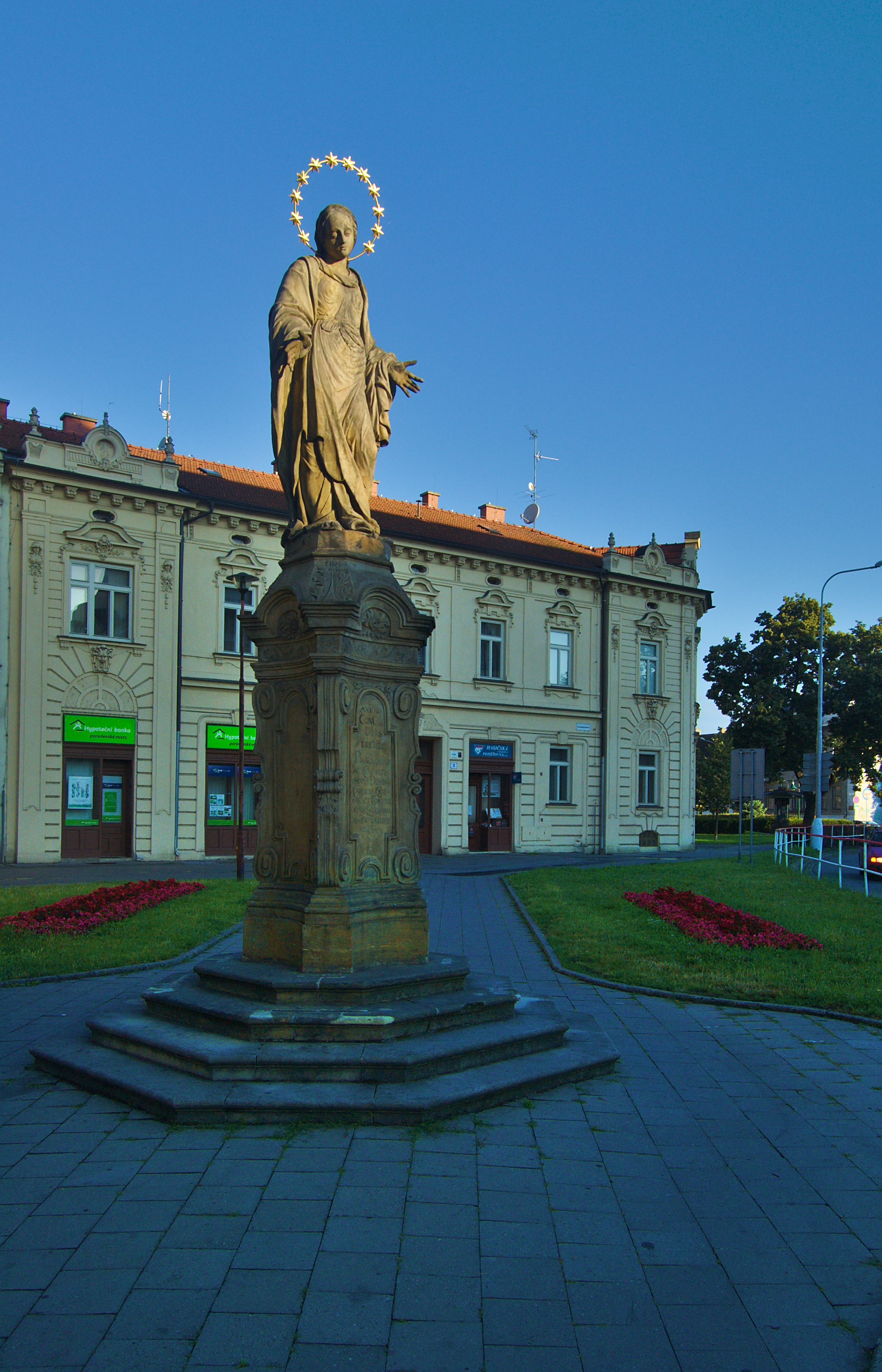
Socha Panny Marie Karlovské
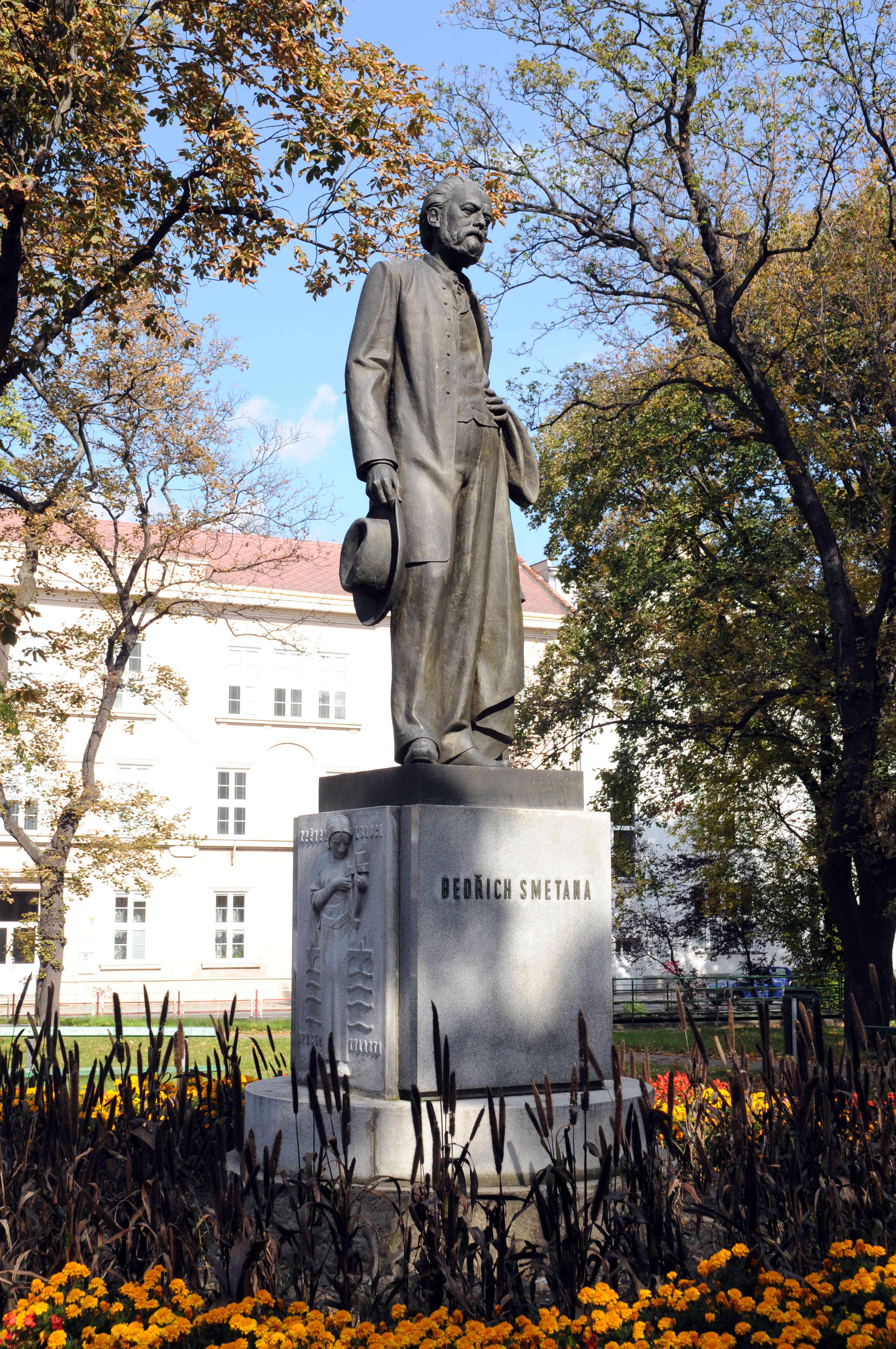
Socha B. Smetany
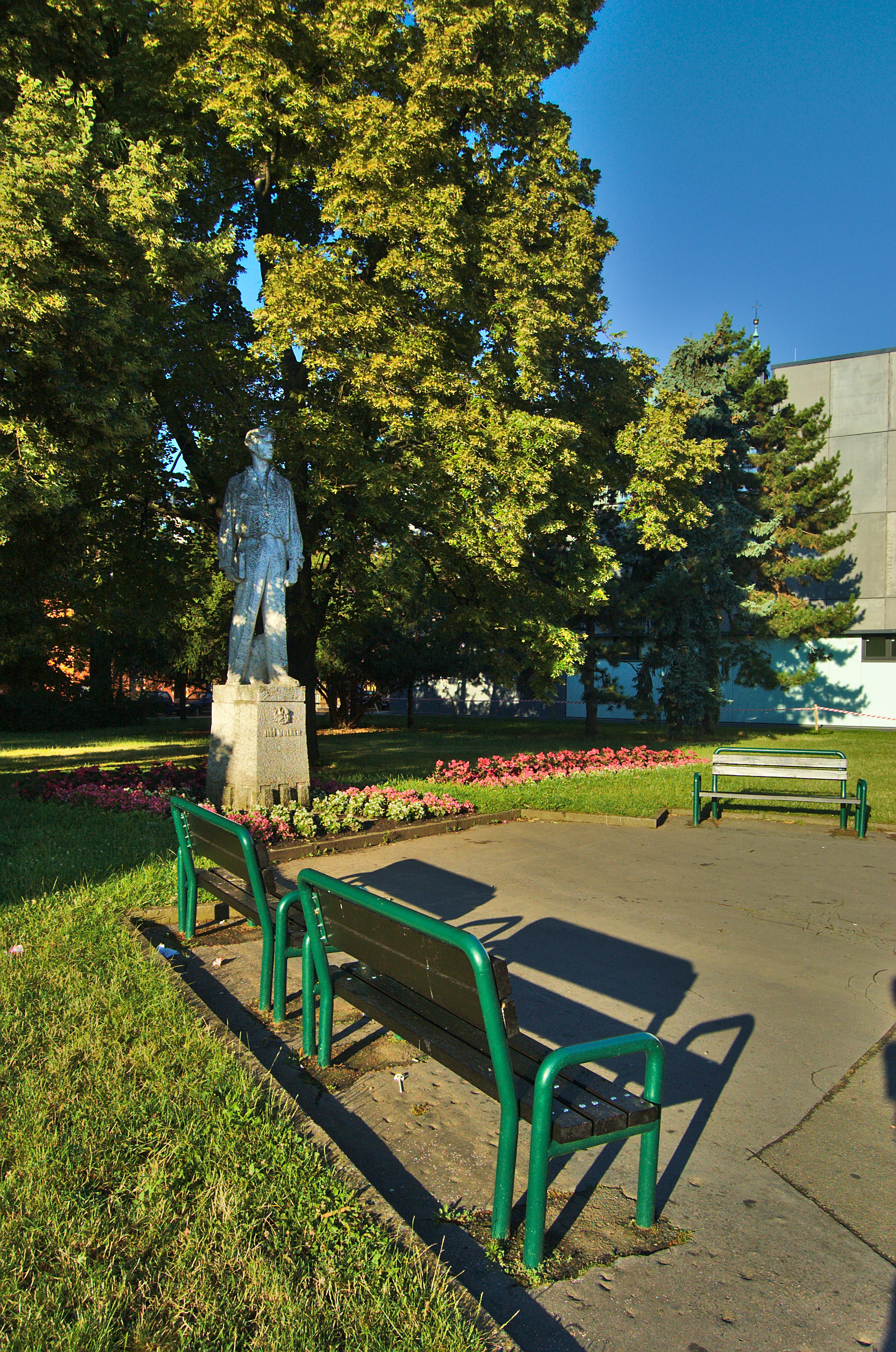
Socha Jiřího Wolkera
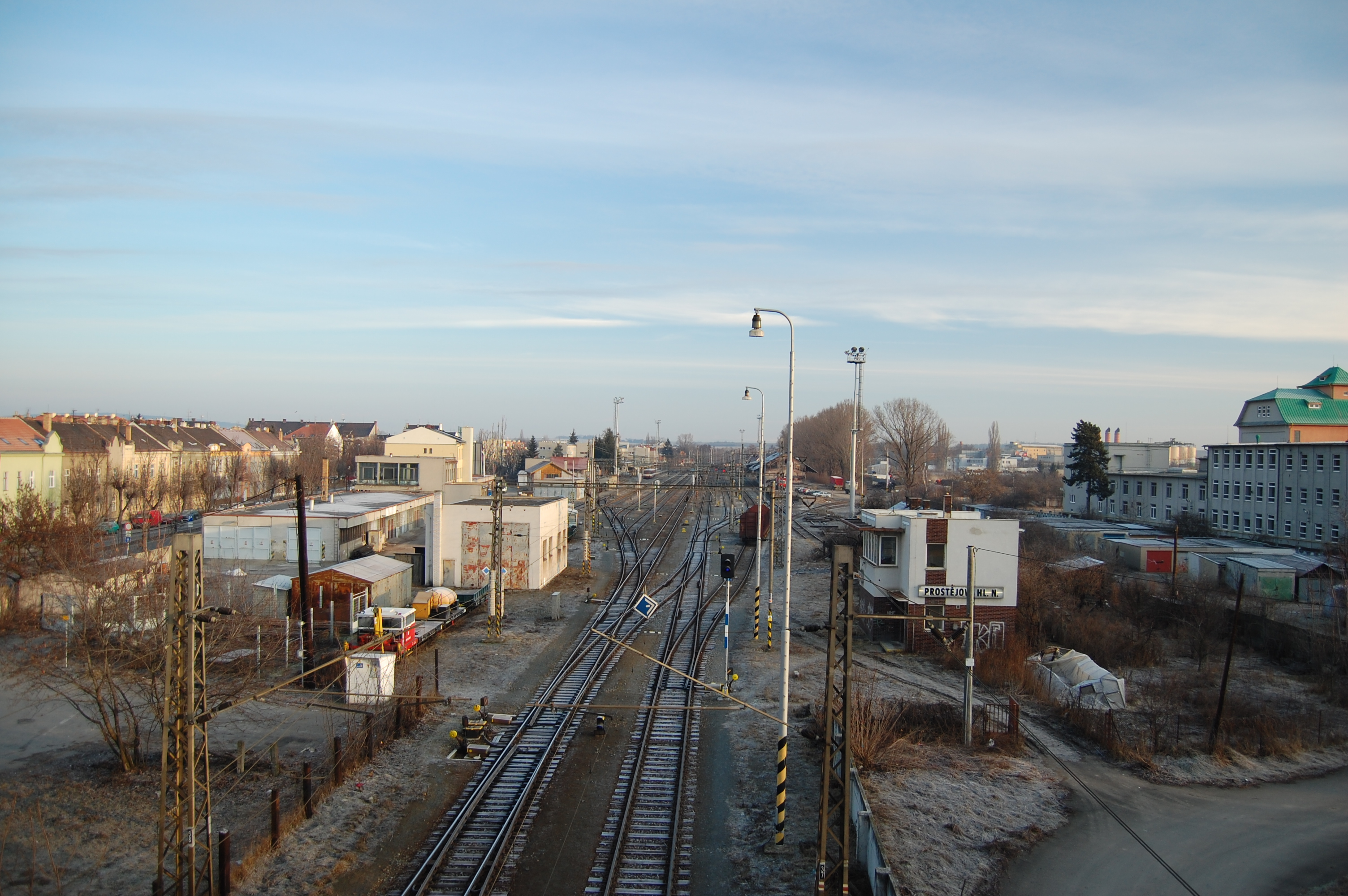
Vjezd na hlavní nádraží – pohled od jihu
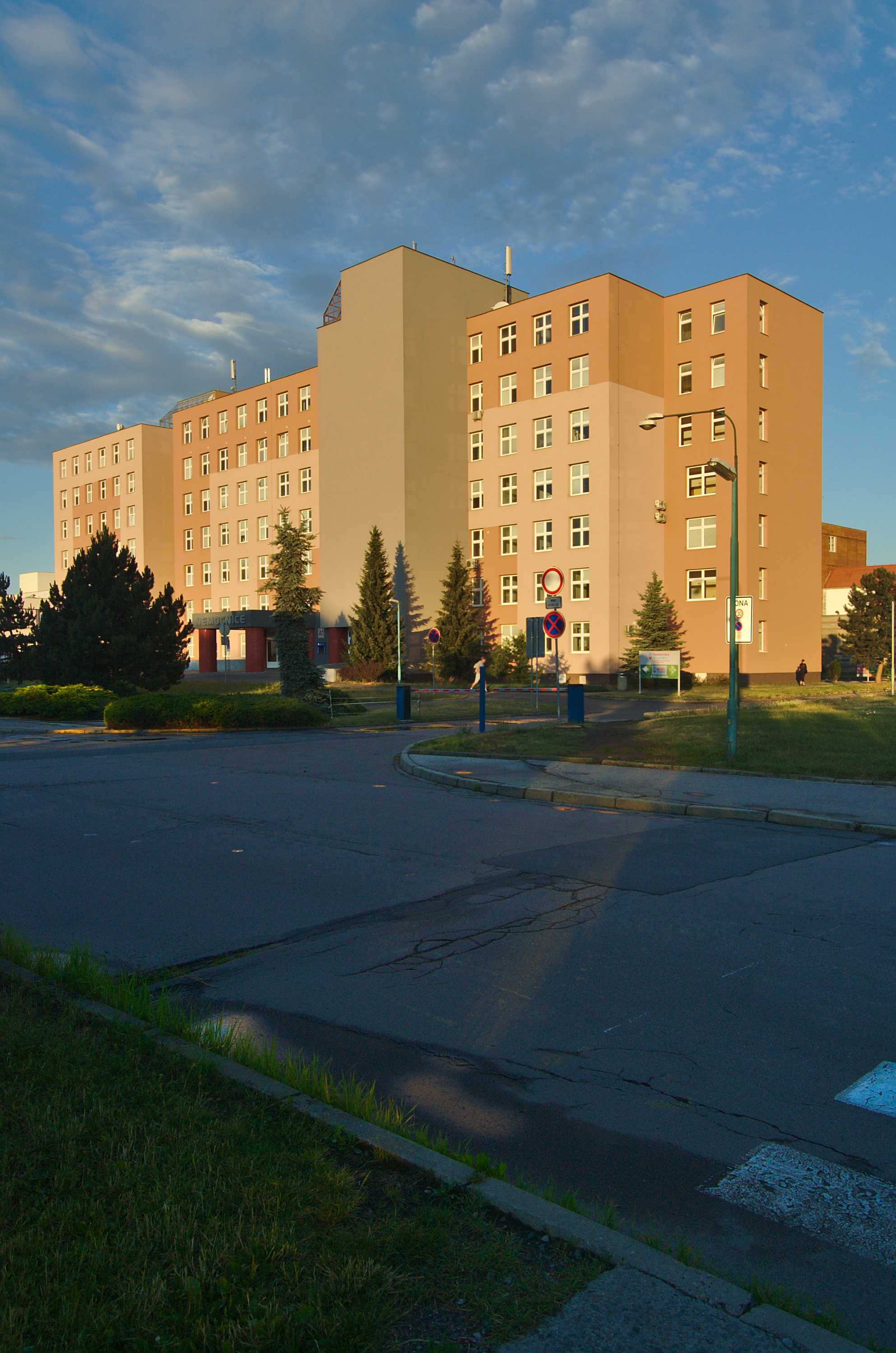
Prostějovská Nová nemocnice
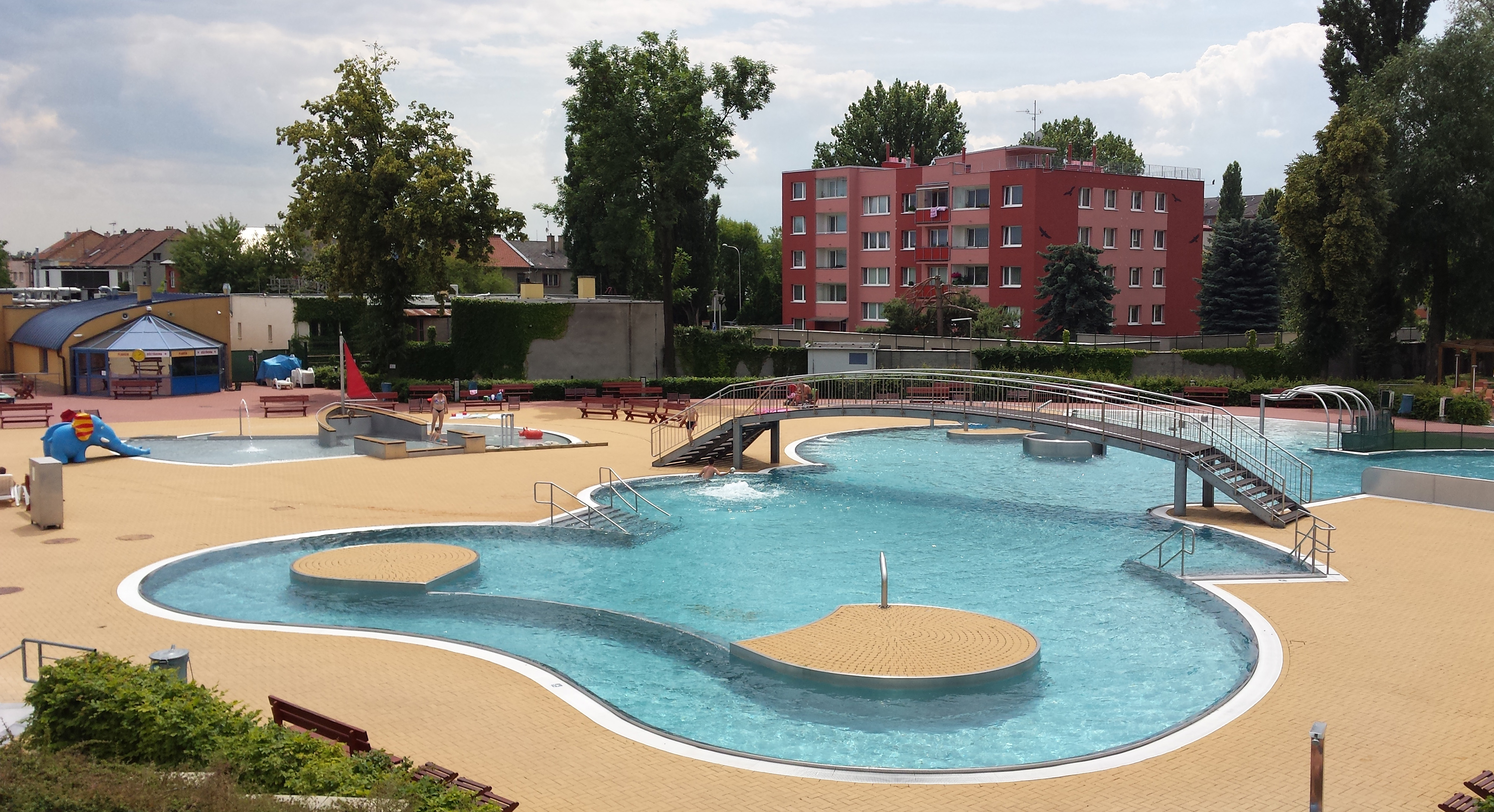
Aquapark V Koupelkách
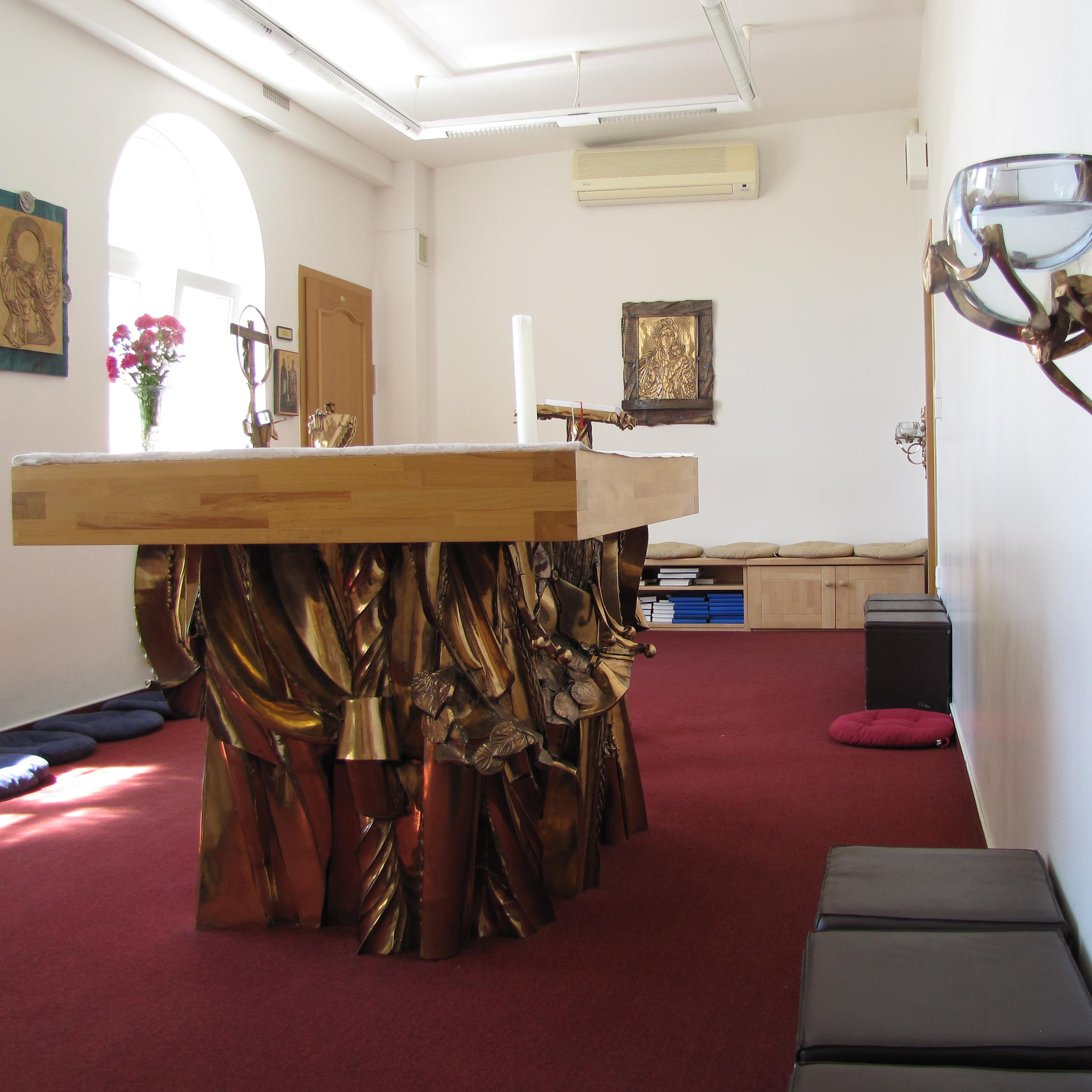
Kaple Cyrilometodějského gymnázia v Prostějově od ak. soch.Daniela Ignáce Trubače
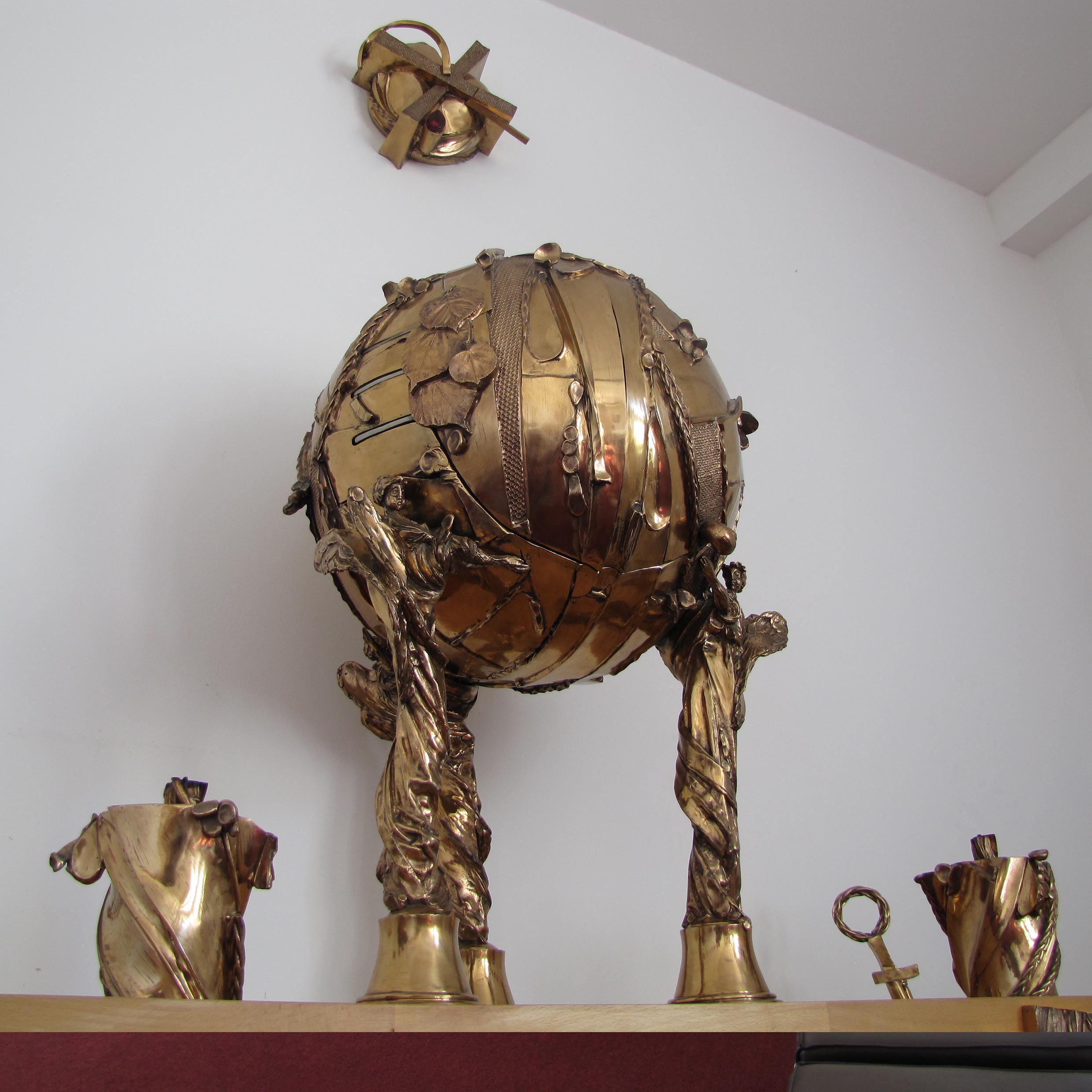
Svatostánek v kapli
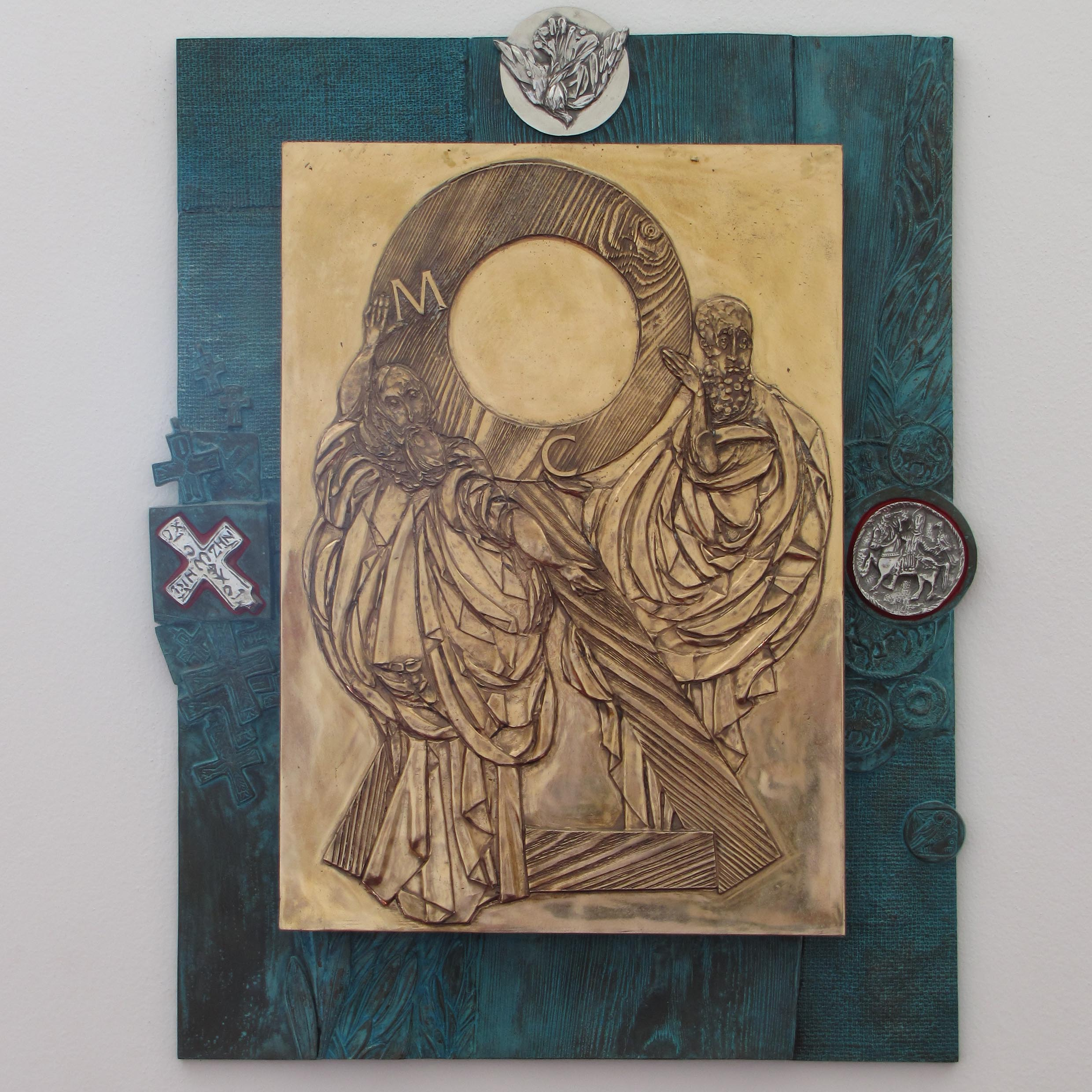
Reliéf sv. Cyrila a Metoděje v kapli
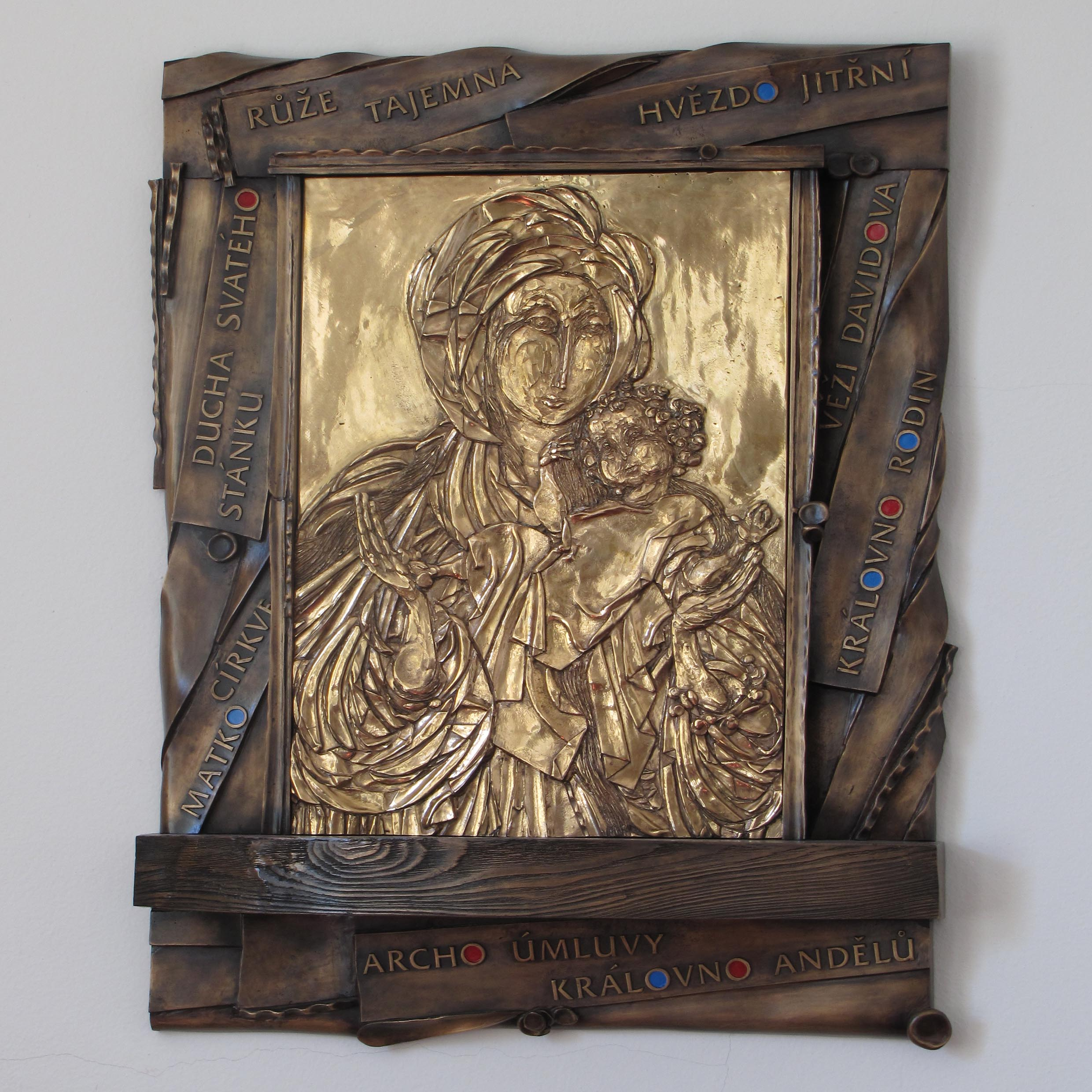
Reliéf Panny Marie v kapli